# Cappella Tornabuoni

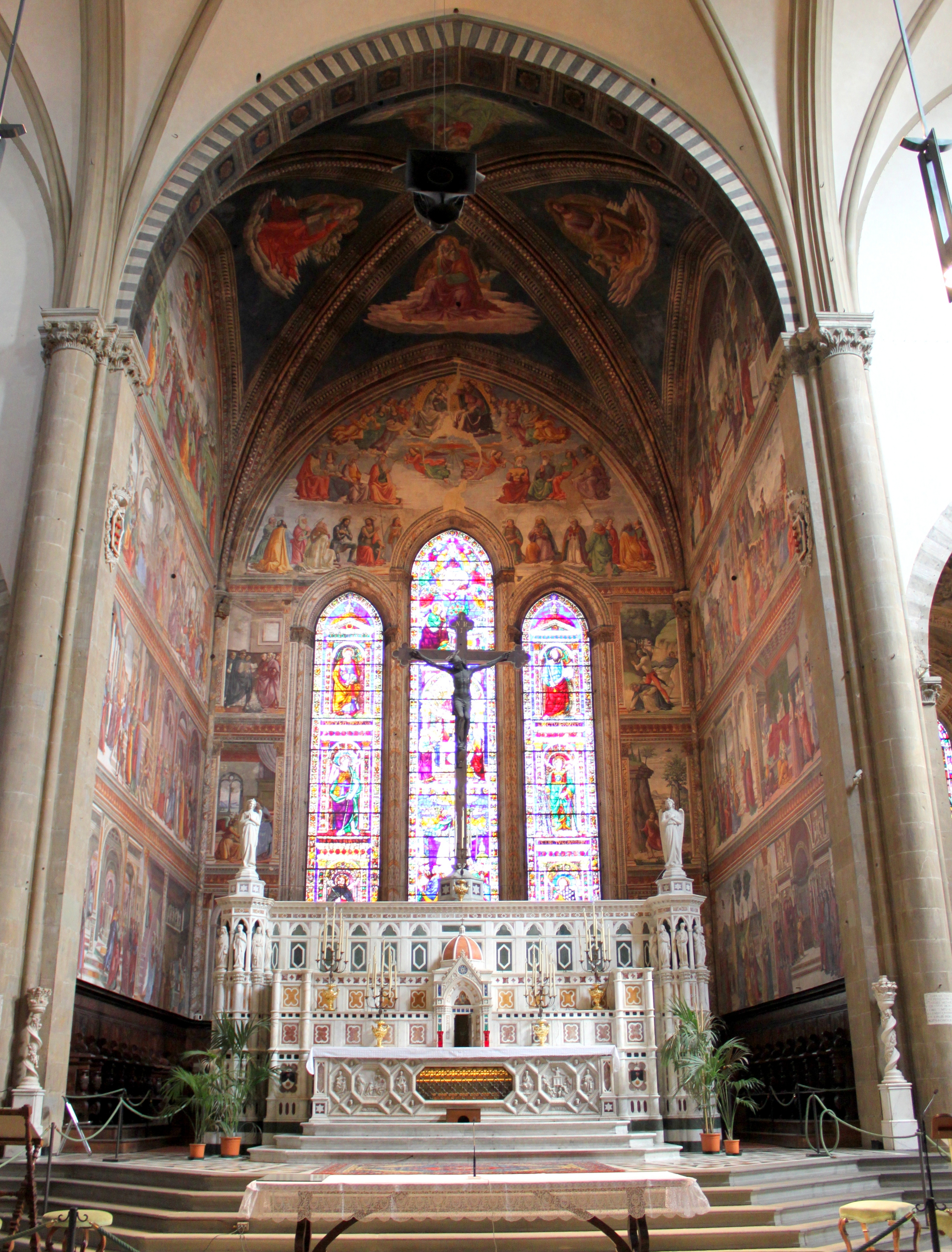
La Cappella Tornabuoni

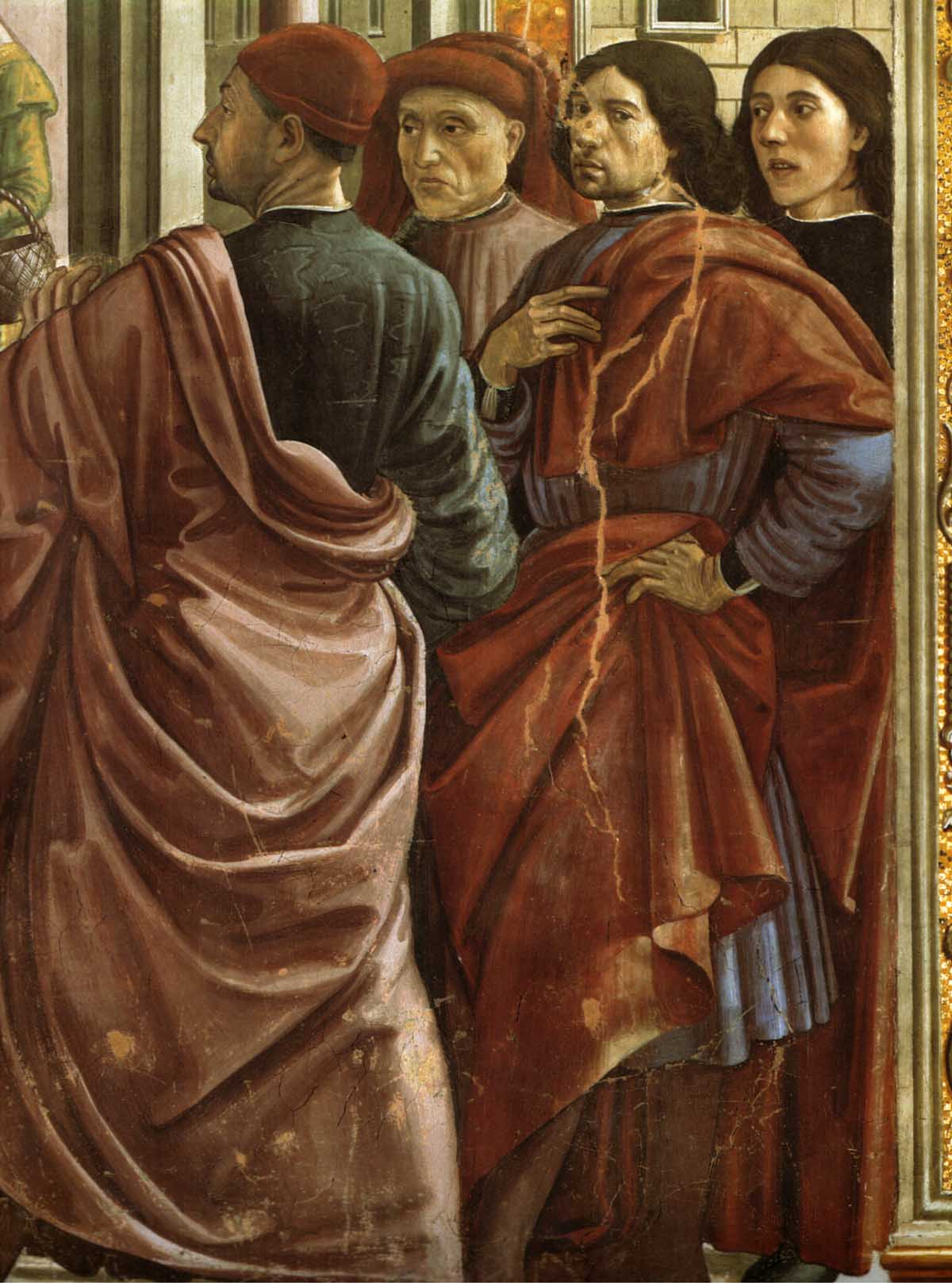
Autoritratto di Ghirlandaio e dei suoi collaboratori nella scena dell'Espulsione di Gioacchino dal Tempio

La cappella Tornabuoni è la cappella maggiore della basilica di Santa Maria Novella a Firenze. Contiene uno dei più vasti cicli di affreschi di tutta la città, realizzato da Domenico Ghirlandaio e bottega dal 1485 al 1490.

## Storia
La cappella maggiore di Santa Maria Novella venne affrescata una prima volta verso la metà del XIV secolo dall'Orcagna. Resti di questi affreschi più antichi furono rinvenuti durante i restauri degli anni '40 del Novecento, quando, soprattutto nella volta, riemersero figure di personaggi dell'Antico Testamento sotto gli affreschi successivi, che vennero a loro volta staccate ed oggi sono esposte nell'ex-refettorio che fa parte del Museo di Santa Maria Novella.
La famiglia Sassetti, ricchi banchieri legati ai Medici, aveva acquistato da molte generazioni i diritti di decorazione sull'altare principale della chiesa, mentre le pareti della cappella e il coro erano prerogativa della famiglia Ricci, i quali però ormai non navigavano più in buone acque, non essendosi più ripresi del tutto dal crollo finanziario delle compagnie fiorentine del 1348. Per questo gli affreschi dell'Orcagna erano nella seconda metà del Quattrocento già gravemente compromessi, non avendo potuto i Ricci provvedere nel tempo al loro restauro e manutenzione. Durante una cerimonia ufficiale il diritto di patronato sul coro venne ceduto ai Sassetti. Il capofamiglia Francesco tuttavia, avendo come santo protettore l'omonimo Francesco d'Assisi, voleva far realizzare un ciclo di affreschi con le storie di san Francesco. La mai troppo celata rivalità fra domenicani e francescani, però, fece sì che i frati si opponessero fermamente all'idea di avere la cappella maggiore della loro chiesa decorata con scene di un santo non del loro ordine, per cui ne nacque una lunga disputa legale, che finì a dar ragione ai frati domenicani. Fu così che il Sassetti dovette ripiegare sulla chiesa di Santa Trinita, dove Domenico Ghirlandaio dipinse quello che è considerato il suo capolavoro, la Cappella Sassetti.
Il Ghirlandaio però non perse la commissione, perché nel 1485, quando gli affreschi in Santa Trinita non erano ancora ultimati, Giovanni Tornabuoni lo chiamò per affrescare la stessa cappella maggiore di Santa Maria Novella (il contratto è datato 1º settembre), questa volta con scene della vita di Maria e di san Giovanni Battista (patrono di "Giovanni" Tornabuoni e della città di Firenze stessa, per cui benvisto da tutti i cittadini), che probabilmente ricalcavano le precedenti scene dell'Orcagna. Il Tornabuoni infatti aveva negoziato con i Ricci il patronato per la cappella perso dal Sassetti cinque anni prima. Riporta il Vasari un aneddoto circa i patti tra Tornabuoni e Ricci: questi ultimi avevano spuntato nel contratto che il loro stemma figurasse comunque "nel più evidente et onorato luogo che fusse in quella cappella"; il Tornabuoni però alla fine lo fece inserire solo dismessamente nella cornice della pala d'altare presso il tabernacolo del Sacramento, che nonostante tutto venne dichiarato luogo "evidente et onorato" al magistrato degli Otto, essendo sopra al contenitore delle ostie e quindi di Cristo stesso.
Il contratto per l'esecuzione degli affreschi fu minuzioso, descrivendo la scene una per una, soffermandosi sulla decorazione degli sfondi e delle partiture architettoniche, con un ampio ricorso a colori costosi come gli azzurri e le dorature. Nelle scene devono comparire figure, città, monti, specchi d'acqua, rocce, animali, ecc. Ogni bozzetto deve essere sottoposto preventivamente al giudizio di Giovanni, che vi può apporre aggiunte vincolanti per l'autore. Il compenso previsto era di 1100 fiorini, anche se Vasari riporta la cifra di 1200 con la clausola di 200 extra in caso di piena soddisfazione del committente, che Ghirlandaio, sempre secondo lo storico aretino, avrebbe poi rifiutato.
Il Ghirlandaio compì il lavoro monumentale negli anni previsti dal contratto. Egli, che all'epoca era il più famoso artista presso l'abbiente classe mercantile fiorentina, vi lavorò quindi tra il 1485 e il 1490 (come testimonia l'iscrizione sopra la scena dell'Annuncio a Zaccaria AN[NO] MCCCCLXXXX QUO PULCHE[R]RIMA [sic] CIVITAS OPIBUS VICTORIIS ARTIBUS AEDIFICIISQUE NOBILIS COPIA SALUBRITATE PACE PERFRUEBATUR, cioè "L'anno 1490 in cui la città bellissima per ricchezze, vittorie e attività, celebre per i suoi monumenti, godeva di abbondanza, buona salute, pace"), con l'aiuto della sua bottega nella quale figuravano altri artisti quali i fratelli David e Benedetto, suo cognato Sebastiano Mainardi e anche il giovanissimo Michelangelo Buonarroti, all'epoca appena adolescente, la cui mano non è però riscontrabile con certezza in nessuna scena. Vista la grandezza dell'impresa molto venne dipinto con l'ausilio degli aiuti, ma al maestro Domenico spettò il disegno di tutto il ciclo e la sorveglianza affinché lo stile finale risultasse omogeneo. Anche le vetrate furono fatte su suo disegno, e il tutto era completato da una magnifica pala d'altare a più scomparti, che oggi è divisa tra più musei.

### Storia recente
Gli affreschi vennero più volte restaurati; nel XVIII secolo se ne occupò probabilmente Agostino Veracini, che curò anche quelli del vicino Cappellone degli Spagnoli.
Nel 1804 la cappella maggiore venne ristrutturata; in quell'occasione andò dispersa la Pala Tornabuoni, che finì sul mercato antiquario approdando, smembrata, nei musei di Monaco e Berlino. Nel 1861 l'altare principale della basilica venne sorprendentemente messo in posizione avanzata nella cappella, al posto dell'antica collocazione a ridosso della parete. Si venne così a perdere il punto di vista ideale degli affreschi, che era proprio dove si trova l'altare.

## Struttura del ciclo di affreschi

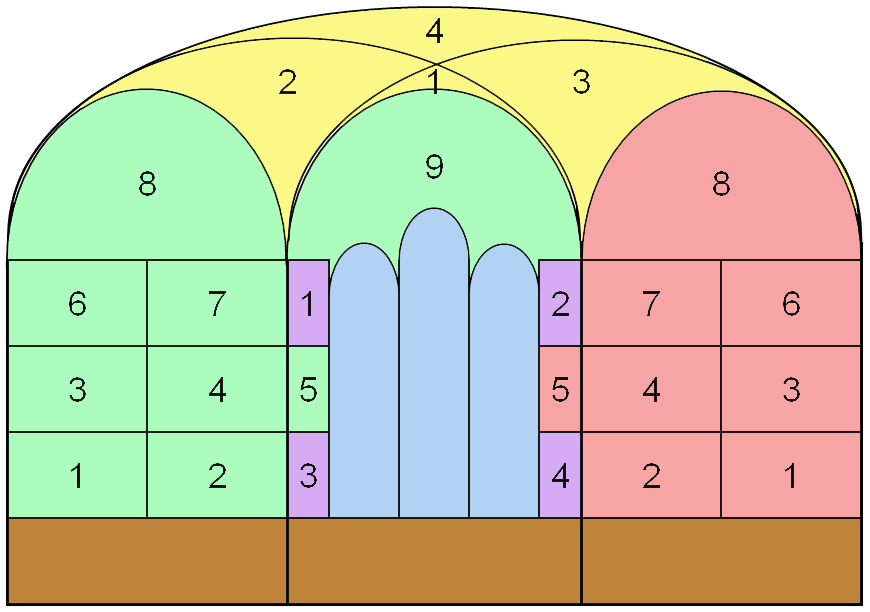
Schema degli affreschi: in verde le Storie della Vergine; in rosso le Storie di San Giovanni Battista; in violetto Episodi della vita di Santi domenicani e i due committenti; in giallo le vele con gli Evangelisti

Gli affreschi hanno come tema le Scene della vita della Vergine e di san Giovanni Battista, inquadrate da finte architetture (pilastri con capitelli corinzi dorati e trabeazioni con dentelli, sulle tre pareti disponibili. Le scene si leggono dal basso verso l'alto, da destra a sinistra, secondo uno schema che già all'epoca doveva risultare un po' arcaico.
Le due pareti principali, a destra e a sinistra, presentano tre file di scene ciascuna, a sua volta divise in due scene rettangolari, ed una grande lunetta sulla sommità, per un totale di sette scene a parete.
La parete di fondo presenta la grande trifora con vetrate policrome, eseguite nel 1492 da Alessandro Agolanti su disegno di Ghirlandaio stesso; rappresenta i principi degli apostoli, Pietro e Paolo, poi due santi particolarmente venerati a Firenze, Giovanni Battista e Lorenzo, e a seguire due santi domenicani Domenico di Guzman e Tommaso d'Aquino, per culminare al centro con due miracoli della Madonna: il Sacro cingolo e il Miracolo della neve.
In basso, tra gli affreschi, i due committenti inginocchiati, Giovanni Tornabuoni e sua moglie Francesca Pitti, mentre nei due registri superiori ai fianchi della finestra si trovano due coppie di scene più piccole, sormontate da un'unica grande lunetta che conclude il ciclo con l'Incoronazione della Vergine.
Nelle vele della volta a crociera costolonata si trovano i quattro Evangelisti.

## Parete sinistra
Nella parete di sinistra iniziano le Storie di Maria che hanno termine nella lunetta della parete di fondo con l'Incoronazione. Scene:
- 1 verde, Cacciata di Gioacchino dal Tempio perché sterile
- 2 verde, Natività di Maria
- 3 verde, Presentazione al Tempio
- 4 verde, Sposalizio della Vergine
- 6 verde, Natività di Cristo
- 7 verde, Strage degli Innocenti
- 8 verde, Morte e Assunzione della Vergine (lunetta)

### Cacciata di Gioacchino dal Tempio

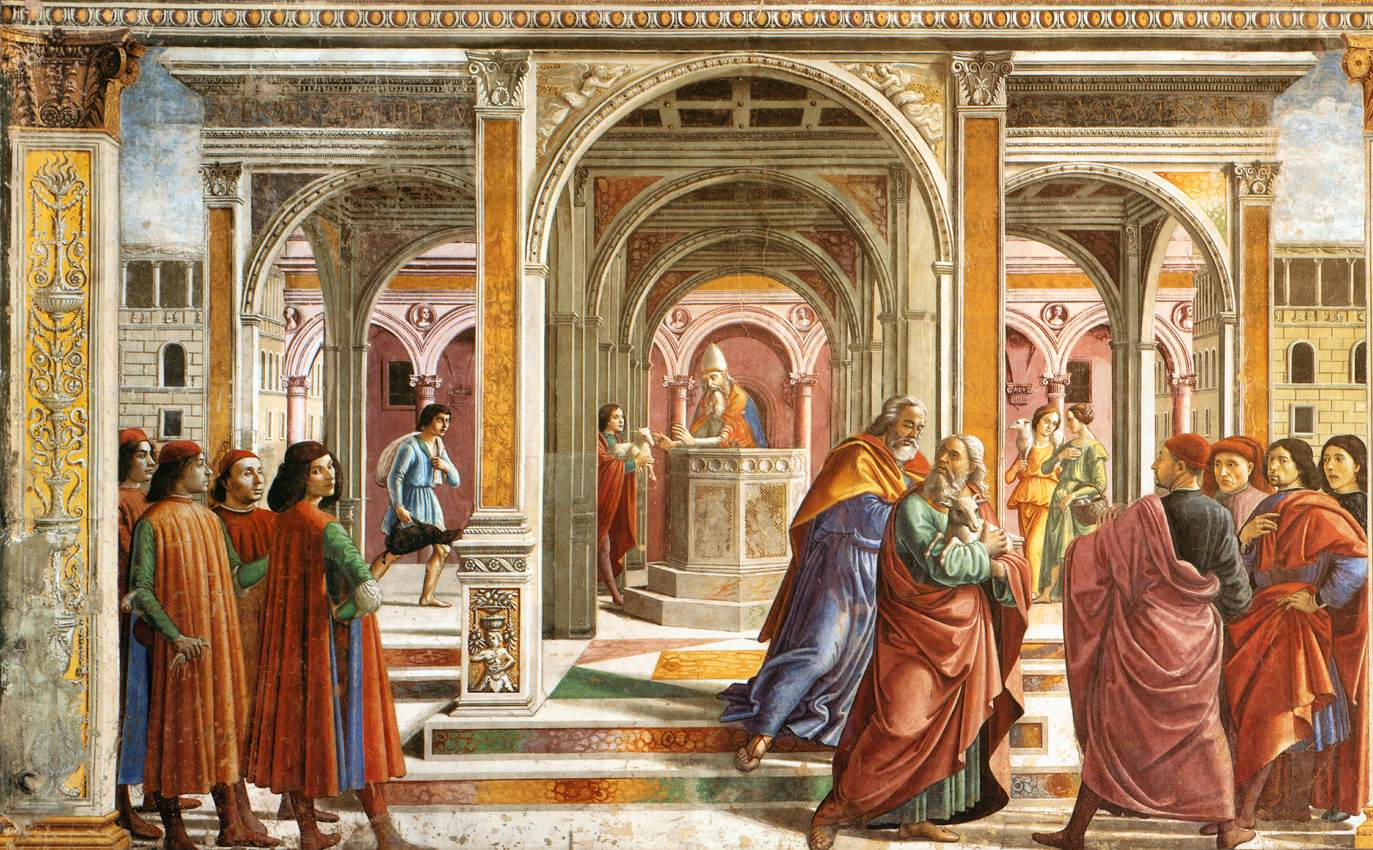
Cacciata di Gioacchino dal Tempio

Il primo episodio è la Cacciata di Gioacchino dal Tempio, dove varie persone si stanno recando a effettuare un sacrificio con in braccio agnelli o altri animali sacrificali, ma in primo piano Gioacchino ne viene allontanato a causa della sua presunta sterilità: infatti chi non aveva discendenti diretti non era ammesso alla cerimonia.
Ghirlandaio ambientò la scena in una sontuosa loggia a croce greca, perfettamente scorciata in profondità con una serie di archi in sequenza, con al centro un altare ottagonale dove brucia il fuoco e un prelato riceve gli animali da sacrificare. L'architettura occupa gran parte della scena (in maniera esclusiva per quanto riguarda la metà superiore), che per il resto segue un'impostazione piuttosto tradizionale. Interessante è lo studio naturalistico della luce, che si diffonde sui personaggi dall'alto, cercando di imitare la reale illuminazione della cappella.
La scena è impostata secondo un'elegante macchina teatrale simmetrica, con due gruppi di fiorentini ai due lati, che fanno da spettatori alle scena, ritratti in varie pose eleganti: essi hanno un abbigliamento più alla moda dei personaggi biblici. Nel gruppo di sinistra dovrebbero essere raffigurati, tra gli altri, Lorenzo Tornabuoni, figlio del committente, e Piero di Lorenzo de' Medici, cugino nonché amico dell'altro; gli altri due giovani dovrebbero essere Giannozzo Pucci o un Bartolini Salimbeni e Alessandro Nasi, quest'ultimo promesso sposo di Ludovica Tornabuoni. In quello di destra si riconosce l'autoritratto dell'artista (il penultimo, che guarda verso chi osserva) e altri suoi familiari: secondo la testimonianza del Vasari, il fanciullo dietro di lui sarebbe Sebastiano Mainardi, l'uomo di spalle suo fratello David e l'uomo anziano suo padre, l'orefice Tommaso Bigordi, oppure il suo maestro Alesso Baldovinetti, secondo l'annotazione di Vasari. La loggia sullo sfondo assomiglia (ma non è) al vicino Ospedale di San Paolo, che a quell'epoca era in costruzione sul lato opposto di piazza Santa Maria Novella, con i medaglioni sulle arcate recanti figure a mezzo busto. I due palazzi laterali invece non corrispondono a nessun edificio in particolare, ma seguono una tipologia molto frequente all'epoca, con il bugnato e la loggetta superiore.

### Natività di Maria

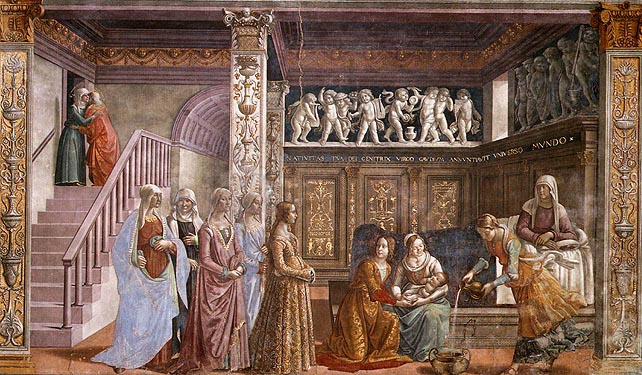
Natività della Vergine.

La seconda scena è quella della Natività di Maria, capolavoro del tono "intimo e quotidiano" di Ghirlandaio: nonostante gli arredi sontuosi prevale infatti un'atmosfera poetica e raccolta. La scena è ambientata in una lussuosa stanza con pilastri istoriati, con una scala in perfetta prospettiva sulla sinistra, e un armadio con intarsi dorati (forse su cuoio), sormontato da una bassorilievo di putti classicheggiante, che ricorda le cantorie del Duomo di Firenze di Donatello e di Luca della Robbia, mentre al centro si trova il letto con sant'Anna: Mentre una nutrice versa scenograficamente dell'acqua in una bacinella, altre due tengono Maria in braccio. Un corteo di donne infine, magnificamente abbigliate, si accinge a fare visita. In cima alla scala avviene la scena dell'abbraccio tra Gioacchino e Anna, una semplificazione dell'episodio dell'incontro alla Porta d'Oro di Gerusalemme.
La scena è ritenuta una delle più riuscite della cappella, con la complessa architettura che crea come una scena teatrale nella quale prendono posto i personaggi. Nella cornice degli armadi corre un'iscrizione latina che recita "NATIVITAS TUA DEI GENITRIX VIRGO GAUDIUM ANNUNTIAVIT UNIVERSO MUNDO" ("La tua nascita, o Vergine madre di Dio, annunziò la gioia a tutto l'universo"), mentre negli intarsi a grottesche degli armadi l'artista pose la sua firma: BIGHORDI (cioè il suo vero cognome Bigordi) e GRILLANDAI (il soprannome storpiato alla fiorentina). Anche qui Ghirlandaio studiò la luce naturale del luogo, mettendo per esempio in ombra il fregio sulla destra, poiché opposto alla finestra (mentre quello frontale è illuminato sin dall'inizio grazie ad una finestrella dipinta sapientemente collocata).
La donna che apre il corteo è Ludovica Tornabuoni, figlia del committente, che viene ritratta di profilo, in posa perfettamente eretta, con uno straordinario vestito di ricchissimo broccato dorato. Essa ricompare anche nella scena della Visitazione con lo stesso abito, ma con le maniche estive, che non coprono la mano. È accompagnata da una fantesca e da una fanciulla con le lentiggini che si vede anche, più bambina, in primo piano nell'affresco sopra l'altare della Cappella Sassetti (Miracolo della resurrezione del fanciullo). Più dietro forse le sorelle di Giovanni, Dianora o Lucrezia.
Solo la nutrice in ginocchio si accorge della presenza delle donne. La rigidità di queste figure, tutte immobili, in un'altera compostezza, è contrastata dall'unica figura in movimento dell'ancella che versa l'acqua (della quale resta un disegno preparatorio al Gabinetto dei Disegni e delle Stampe degli Uffizi), con un movimento aggraziato e vestita di uno svolazzante abito, forse in seta, e una sciarpa ondeggiante.
A differenza dell'episodio precedente qui sono più rare le figure dipinte dalla bottega dai lineamenti affrettati (come le figure di sfondo nell'episodio della Cacciata di Gioacchino) e se si escludono le due figure in cima al pianerottolo, i ritratti sono tutti curatissimi. Particolarmente notevoli sono i visi delle ancelle, sia di quella che versa (che è in ombra) sia di quella che tiene la bambina, piegata in scorcio e con un vivo sorriso gioioso.
A questa scena fa da contraltare, sulla parete opposta, la Nascita di San Giovanni, composta secondo uno schema simmetrico.

### Presentazione al Tempio della Vergine

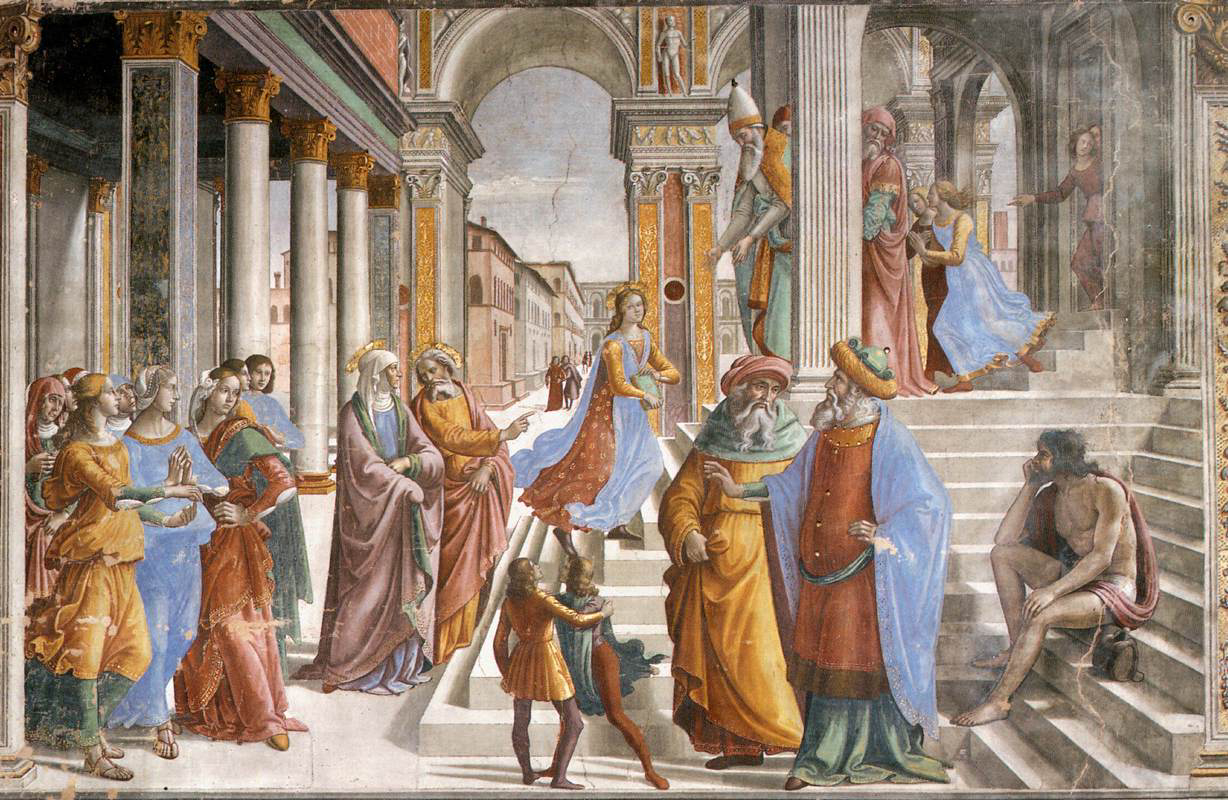
Presentazione al Tempio di Maria

La Presentazione al Tempio della Vergine è una scena notevolmente complessa, con molti personaggi collocati in più gruppi su piani diversi. La giovane Maria, con un libro tra le mani, sale le scale del Tempio verso le braccia del sacerdote, ma guarda verso l'osservatore. Il panneggio è realistico, ma i movimenti sono piuttosto impacciati, forse volutamente sottintendenti una certa timidezza dell'adolescente, e la resa pittorica non è eccelsa, come capita più frequentemente nelle scene più alte e quindi meno percepibili.
Nella notevole struttura delle complesse architetture, attinte al repertorio "sontuoso" della classicità romana, con l'innesto sullo sfondo di una semplice strada fiorentina, sono disposti vari personaggi il cui ruolo e significato non è ancora stato pienamente compreso.
A sinistra il gruppo che osserva la scena, tra le quali spiccano tre giovani donne in primo piano, ritratte con grande cura, è probabilmente un gruppo di donne contemporanee al pittore, che come in altre scene sono ritratte come testimoni dell'episodio sacro. Accanto ad esse si trovano in secondo piano Sant'Anna e Gioacchino, con le aureole, che indicano la figlia Maria. Dal Tempio escono due fanciulle di corsa, forse partecipanti alla cerimonia di presentazione, e sono dipinte molto più sbrigativamente, da artisti di bottega.
Le due piccole figure di spalle al centro del dipinto sono un enigma. Forse vogliono rappresentare dei bambini, ma hanno sembianze di adulti, o per lo meno di ragazzi. Di certo a Ghirlandaio non mancava la capacità di disegnare bambini più naturalistici. Una possibile spiegazione compositiva è che il pittore volesse mettere delle figure a coprire lo spigolo troppo vivo della scalinata, senza però coprire la figura di Maria, anche se è un'argomentazione debole. È anche vero però che guardando gli affreschi dal basso essi acquistano in scorcio delle forme più simili a quelle di adolescenti, per cui si potrebbe trattare solo di un espediente tecnico.
A destra per esempio alcuni giustificano sempre con esigenze compositive la figura dell'uomo nudo seduto sui gradini con una fiaschetta, anche se sicuramente deve avere un ruolo simbolico chiaro per i contemporanei, ma che oggi ci sfugge.
Accanto a lui infine due anziani (a completare la serie delle età qui rappresentate), che però non dovrebbero essere personaggi contemporanei, per il loro abbigliamento antiquato e per le barbe lunghe.

### Sposalizio della Vergine

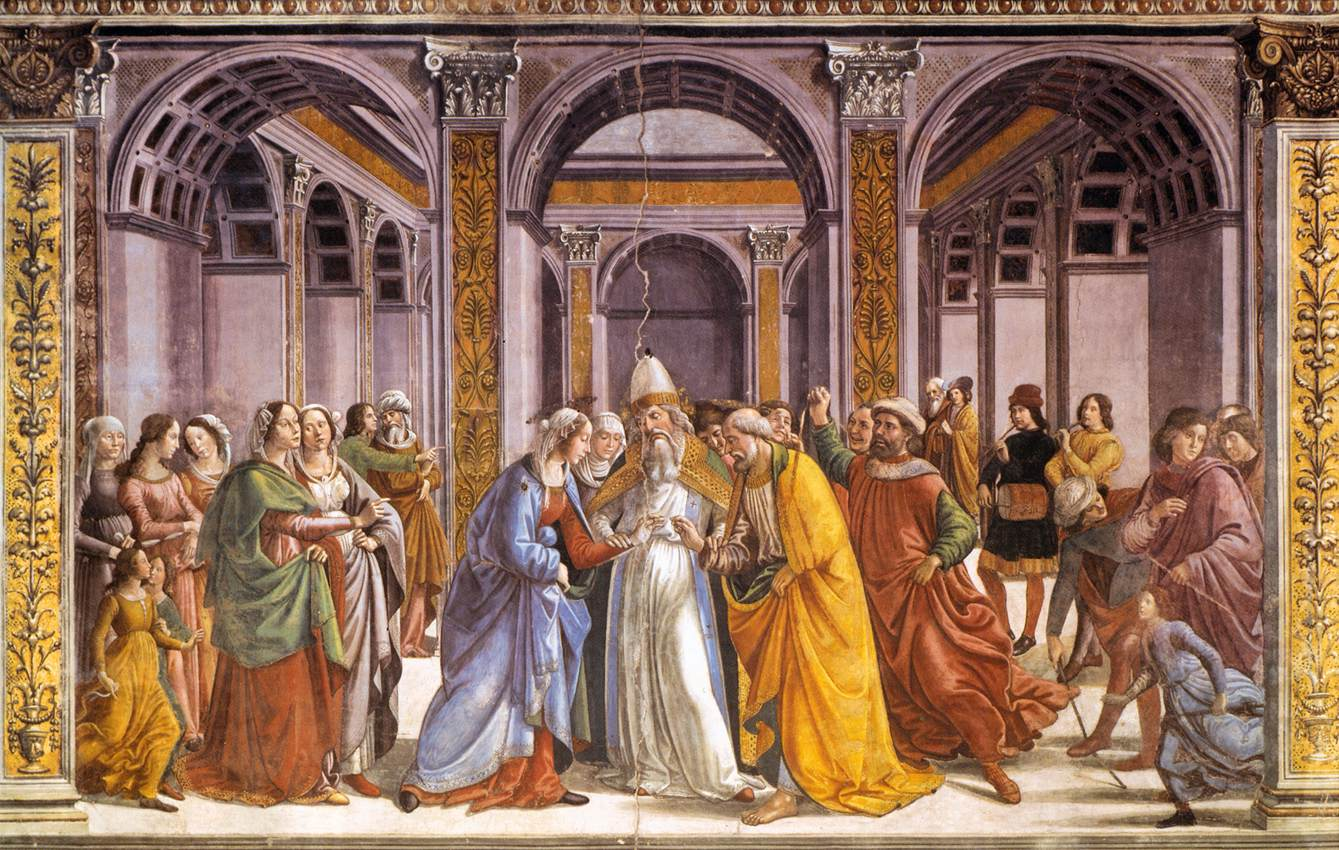
Sposalizio della Vergine

Lo Sposalizio della Vergine è pure ambientato in un'architettura classica, con un cortile sul quale si aprono nicchie con volte a botte e lacunari. Lo svolgimento della scena è tradizionale, con pochissima integrazione tra personaggi e sfondo. Al centro il sacerdote del Tempio (lo stesso della scena della Presentazione) suggella il matrimonio tra Giuseppe e Maria sostenendo le loro braccia mentre viene messo l'anello a Maria. Un corteo di donne sulla sinistra, tra cui alcuni bei ritratti, ed uno di uomini sulla destra. Gli uomini sono arrabbiati perché non sono stati scelti per sposare Maria perché i loro bastoni non erano fioriti come quello di san Giuseppe, per cui alcuni lo spezzano, altri alzano il pugno per protesta. La mazza di san Giuseppe, aggiunta a secco, è quasi del tutto invisibile, e ne resta solo una traccia del gambo sopra la spalla di Giuseppe. Sullo sfondo un tamburino e un flautista apportano una nota colorita.
Notevole è il bilanciamento della composizione della scena, sia per la collocazione delle figure che per gli effetti ritmici dovuti all'uso dei colori. Se i ritratti delle figure sono piuttosto sommari, grandissimo realismo è dato ad alcuni volti in secondo piano vicino al sacerdote: un viso pensoso, uno sorridente, uno spensierato.
Di questa scena esiste un disegno preparatorio ad inchiostro su carta presso il Gabinetto dei Disegni e Stampe agli Uffizi, dove non compare la figura centrale dell'alto prelato; inoltre vennero fatte due ipotesi per la figura di Maria e tre tentativi per l'uomo con il pugno alzato. Anche qui compaiono alle estremità le misteriose figure di altezza dimezzata in primo piano, anche se quella di destra sembra più verosimilmente un bambino.

### Adorazione dei Magi

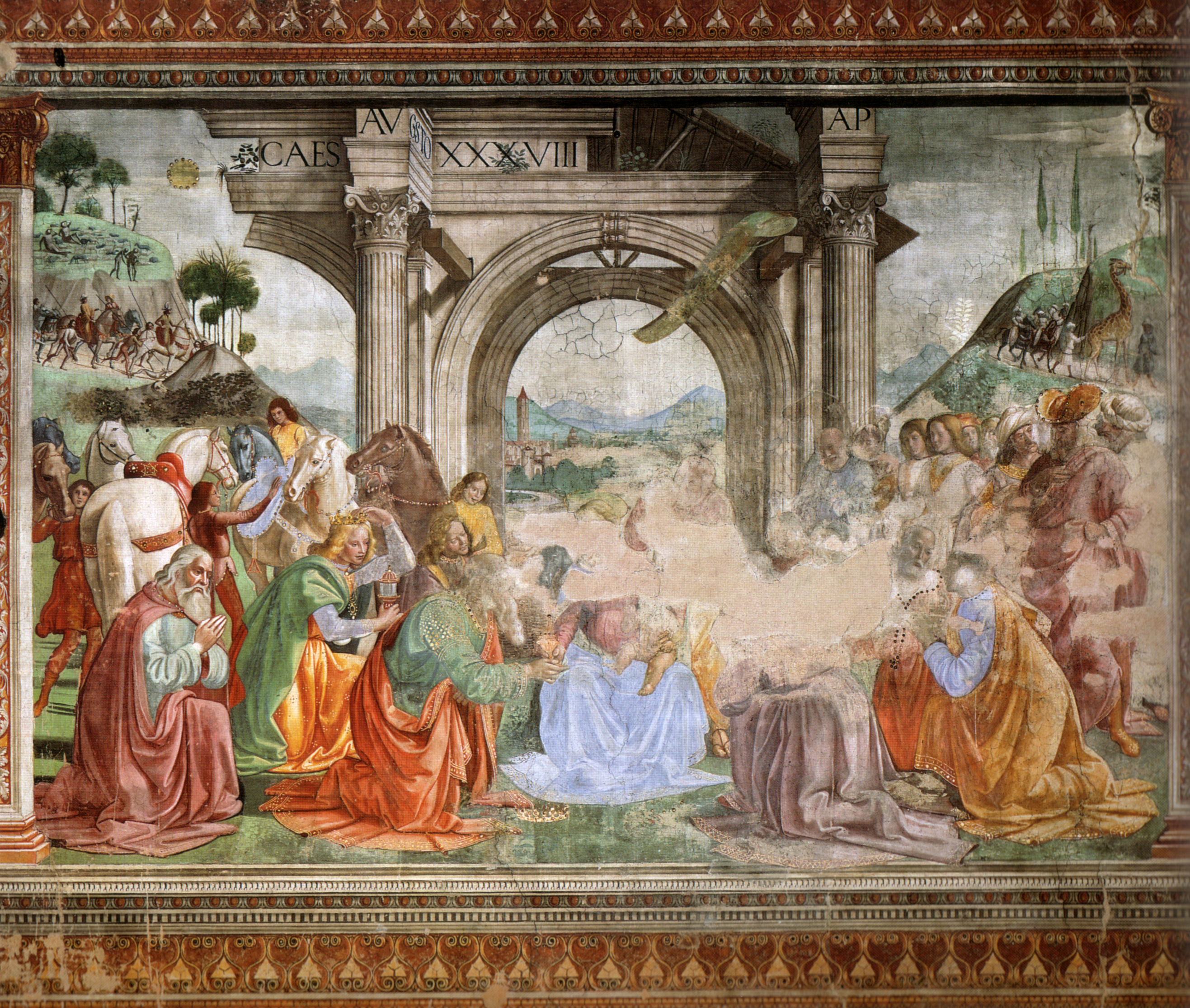
L'Adorazione dei Magi

La scena dell'Adorazione dei Magi ricorda in alcuni particolari la pala della Cappella Sassetti: rovine antiche, colline attraversate dal corteo esotico dei magi, ecc. La scena ha subito una notevole perdita di intonaco nella parte centrale e si presenta quindi come la più danneggiata del ciclo. L'arco di trionfo spezzato, dove si legge CAES[AR] AUGUSTO XXXVIII AP, è un tipico elemento che simboleggia la rovina del paganesimo da cui sorse la religione cristiana, e fa pendant con quello della scena successiva dell'Adorazione dei Magi.
Maria e il Bambino sono al centro. Notevole è la resa dei Magi, tra i quali spicca quello giovane a sinistra, che si sta togliendo la corona in segno di rispetto; quello più anziano davanti a lui ha già deposto il prezioso segno di regalità ai piedi della Vergine. In questa scena vi è un largo uso di incrostazioni per rendere l'aspetto di gemme e metalli preziosi: nelle vesti dei magi e nei loro doni, nelle bardature dei cavalli sulla sinistra, nella stella cometa guardata dai piccoli pastori in alto a sinistra.
Il pavone sull'arco è un simbolo di immortalità, perché fin dall'epoca paleocristiana si riteneva che le sue carni non marcissero mai, per questo veniva associato alla vittoria sulla morte di Cristo.
Gli uomini a destra sono probabilmente spettatori contemporanei al Ghirlandaio, le cui vesti ricordano forse quelle di ambasciatori stranieri, anche se i ritratti sono stemperati in tipi di stereotipo, tratti con pennellate sommarie e poco incisive. lo stesso Vasari parlò di scena "accomodata", cioè meno libera e spontanea, con qualche forzatura. Nel corteo sulla collina destra compare anche una giraffa, rappresentata con notevole realismo: si tratta di una citazione della famosa giraffa dei Medici ricevuta in dono da Lorenzo de' Medici che suscitò il vivissimo interesse della popolazione fiorentina, arrivando ad essere richiesta nei monasteri clausura e imponendo quindi all'animale un singolare "tour".

### Strage degli Innocenti

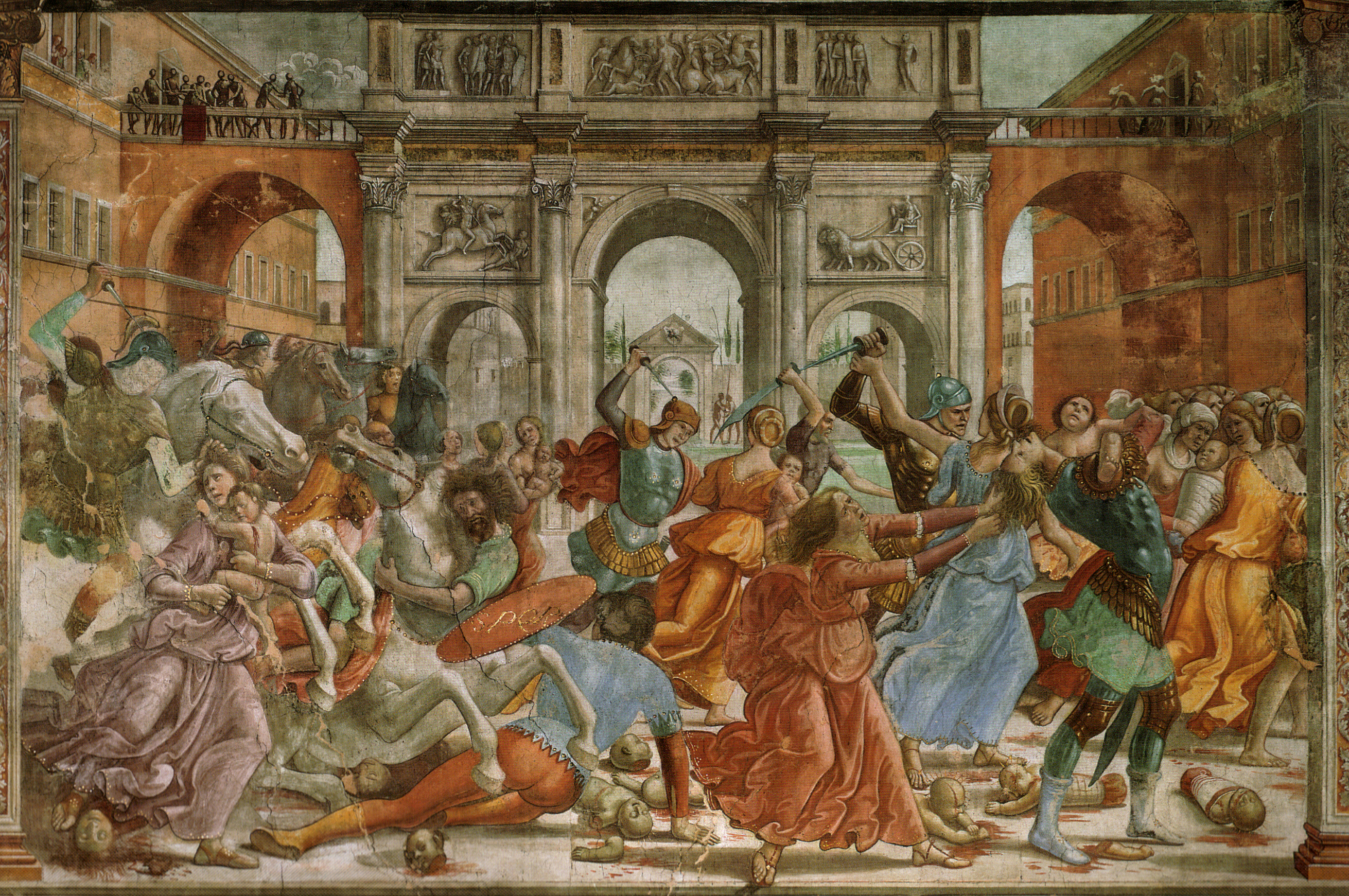
La Strage degli Innocenti

La Strage degli Innocenti è la scena che mostra i limiti di Ghirlandaio nell'affrontare scene drammatiche. Nonostante la complessa composizione e gli accenti di frenesia dell'episodio, ispirati probabilmente alle battaglie su rilievi romani (come quello rappresentato proprio sull'arco nello sfondo), fece scrivere a proposito Razeto di un pittore "incapace per temperamento di rappresentare la scena e l'azione. [Ghirlandaio] non è il reporter di guerra, ma il cronista che si occupa prevalentemente dei vip". Nonostante le perplessità della critica moderna, la scena fu la più lodata dal Vasari dell'intero ciclo, condotta "con giudizio, on ingegno e arte grande". In effetti è "una convulsa carneficina da Grand Guignol, su un tappeto di corpicini fatti a pezzi", che lo storico aretino trovava consono ai suoi gusti, come denotano anche gli affreschi del Salone dei Cinquecento.
In primo piano due madri lottano per salvare i propri figli: quella di sinistra fugge atterrita da un soldato a cavallo che minaccia il figlio che tiene in braccio con uno stiletto, inciampando in una testa di infante grottescamente mozzata; la seconda, a destra, afferra per i capelli un soldato, dipinto come un bel giovane dalla splendida armatura (si notino le costole del soldato), il quale tiene in mano il figlio della donna appena rapito. Colpiscono subito i vividi colori delle vesti e il notevole movimento dei panneggi.
A terra giacciono già molti corpi di bambini ancora in fasce, orrendamente mutilati: braccini, teste e corpicini inermi giacciono a terra in pozze di sangue. In secondo piano infuria la strage, con i soldati a sinistra che si avventano verso le madri a destra. Un soldato cade da cavallo vicino al centro e la bestia compie una drammatica torsione ricadendo su un uomo sdraiato di spalle che si copre con uno scudo dove si legge a lettere dorate SPQR.
Completamente diverso è lo sfondo, che con la sua classica geometria equilibrata contrasta con l'impeto delle figure. Un maestoso arco di trionfo domina la scena, con rilievi di scene militari; ai suoi fianchi due arconi che portano ai due palazzi sui fianchi, presentano sulle sommità delle terrazze dalle quali alcune figure assistono alla scena del massacro.

### Morte e Assunzione della Vergine

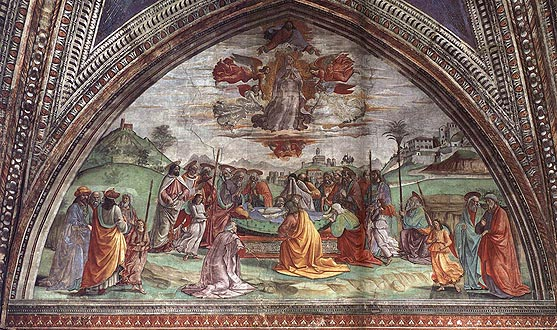
Morte e assunzione della Vergine

La parete si conclude con la grande lunetta, che presenta la scena della Morte e assunzione della Vergine. La qualità pittorica della scena è piuttosto sommaria rispetto alle altre pitture: poiché situata in alto il Ghirlandaio ne lasciò probabilmente l'esecuzione in larga parte alle maestranze della bottega.
Il corpo dell'anziana Vergine si trova su un giaciglio in un prato, circondata da vari santi, vestiti da ampi mantelli, che sostituiscono i frati e i dignitari delle scene simili, come le Esequie di santa Fina a San Gimignano o quelle di san Francesco nella Cappella Sassetti, opere anteriori dell'artista che a sua volta si ispirano agli affreschi di Giotto nella Cappella Bardi di Santa Croce. Questi personaggi, apostoli e padri della Chiesa, baciano mani e piedi di Maria in segno di deferenza, piangono (come la donna vestita di bianco che si copre gli occhi con i pugni sotto la veste) e pregano. Angeli reggono delle fiaccole, con andamenti lineari di linee ondulate che compongono un ritmo come di danza. Un santo (uno degli apostoli presenti alla scena) regge una palma, simbolo di Resurrezione.
In alto, oltre un paesaggio di colline toscane punteggiate di castelli, borghi fortificati e una villa (a destra, che è la villa Medici di Fiesole) la Vergine appare di nuovo, giovane e bella, entro una mandorla sorretta da angeli; sopra di lei Dio la accoglie a braccia aperte. L'impostazione di questa scena è arcaico, senza nessuna interazione con la metà inferiore (nessuno degli apostoli si accorge dell'evento miracoloso che avviene in cielo), con qualche errore di proporzione nella prospettiva falsata, nell'eccessiva lunghezza delle braccia di Maria e nel corpo troppo ristretto.
Le storie di Maria si concludono nella lunetta della parete centrale con l'Incoronazione della Vergine.

## Parete destra
Nella parete di destra hanno inizio le Storie di San Giovanni Battista, con un punto di contatto con le Storie della Vergine nella scena della Visitazione.
- 1 rosso, Apparizione dell'Angelo a Zaccaria
- 2 rosso, Visitazione
- 3 rosso, Nascita del Battista
- 4 rosso, Zaccaria, diventato muto, scrive il nome da imporre al figlio
- 6 rosso, Predicazione del Battista
- 7 rosso, Battesimo di Cristo
- 8 rosso, Banchetto di Erode (lunetta)

### Apparizione dell'angelo a Zaccaria

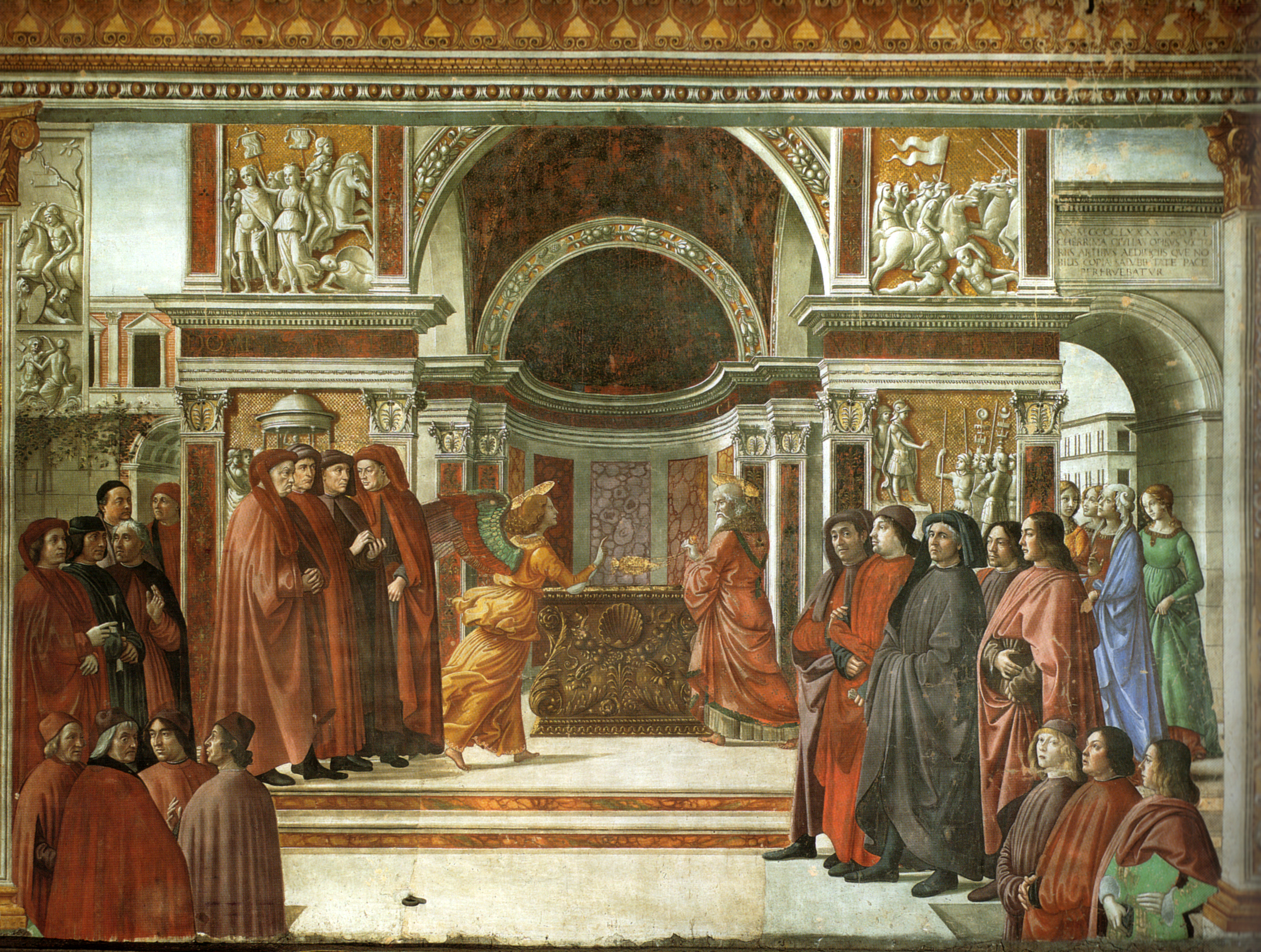
Annuncio dell'angelo a Zaccaria

Questa scena, come le altre tre nel registro più basso, è una delle più belle e curate del ciclo. L'episodio biblico dell'Annuncio dell'angelo a Zaccaria è ambientato in una magnifica architettura di una chiesa rinascimentale aperta verso l'esterno, con un'abside al centro dove si trova Zaccaria occupato a spargere l'incenso mentre gli appare l'angelo. Ghirlandaio decorò le pareti con finti rilievi classici, che proseguono all'estremità sinistra su un monumento che prosegue senza soluzione di continuità nella scena successiva della Visitazione. Il Vangelo di Luca ricorda come Zaccaria fosse un sacerdote del Tempio di Gerusalemme che, ormai in età avanzata, durante una funzione ricevette l'annuncio dell'Arcangelo Gabriele che avrebbe ricevuto un figlio. Siccome non gli credette egli divenne muto finché non si fosse compiuto l'annuncio. L'altare ricorda l'ara classicheggiante di scuola verrocchiesca, presente anche nell'Annunciazione di Leonardo da Vinci.
La scena è affollata da sei gruppi di personaggi su livelli diversi: a parte il gruppo di fanciulle appena abbozzate sulla destra, gli altri personaggi sono tutti dei magnifici ritratti di notabili fiorentini dell'epoca, tutti ripresi con un notevole rilievo psicologico, e molti di essi vennero aggiunti per esplicita richiesta del Tornabuoni, che fece modificare il bozzetto originale più sintetico. I due gruppi in primo piano sono collocati in strane cavità, uno stratagemma per disporre più figure su piani diversi. A sinistra si distingue il gruppo degli umanisti dell'Accademia neoplatonica, tra i quali figurano nell'ordine (da sinistra) Marsilio Ficino, Cristoforo Landino (di spalle con il colletto nero), Agnolo Poliziano e Demetrio Calcondila detto "il Greco", citato dal Vasari, e la cui immagine si trova in un'incisione degli Elogia di Paolo Giovio assieme a quelle del Poliziano e del Ficino. La loro presenza è un omaggio esplicito alla cultura laurenziana.
Nel gruppo di personaggi a figura intera è rappresentato il "gotha" dell'economia fiorentina: a destra ci sono familiari del committente quali Giuliano, Giovanni Tornaquinci e Giovan Francesco Tornabuoni; altri personaggi appartengono ai Sassetti, ai Medici e ai Ridolfi. Da sinistra sono stati elencati Giambattista e Luigi Tornabuoni, Vieri Tornaquinci, Benedetto Dei e un prelato di san Lorenzo (primo gruppo); poi Giovanni Tornabuoni, Pietro Popolesci, Girolamo Giacinotti e Leonardo Tornabuoni; Seguono sull'altro lato Giuliano Tornabuoni, Giovanni Tornaquinci, Gianfrancesco, Girolamo e Simone Tornabuoni; secondo un'altra ipotesi gli ultimi due sarebbero un autoritratto del Ghirlandaio e di suo cognato, poco plausibile per la presenza degli stessi nell'affresco sulla parete opposta; infine, davanti a un gruppo di donne dai lineamenti generici, tre figure a mezzobusto legate al Banco dei Medici, Federico Sassetti (figlio di Francesco), Andrea de' Medici e Gianfrancesco Ridolfi: presentano un'espressione realisticamente impacciata, come in imbarazzo davanti ai padroni.
Lo sfondo è solenne ma artificioso, che serve soprattutto ad amplificare la dignità dei ritratti secondo quello stile "solenne" dell'arte del Ghirlandaio. L'iscrizione sull'arco a sinistra celebra una data simbolica del completamento della cappella (1490), accompagnata da una citazione di Agnolo Poliziano.

### Visitazione

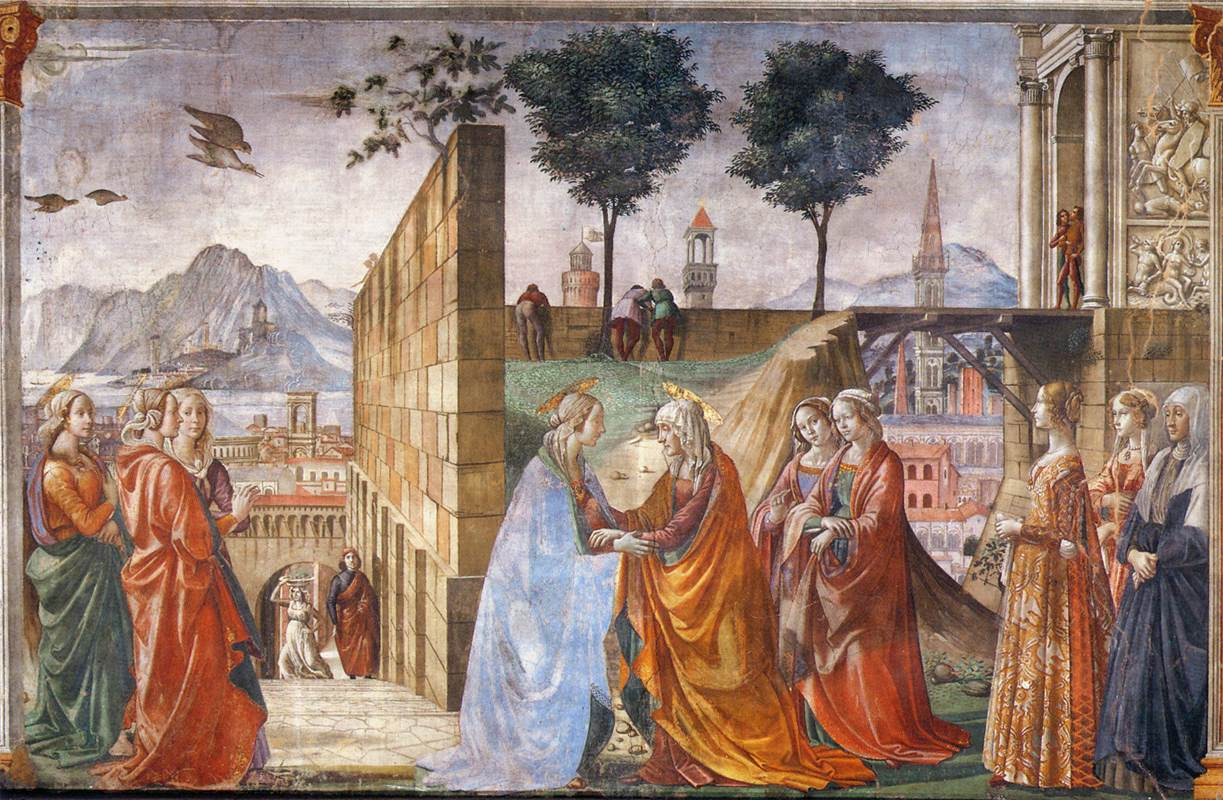
La Visitazione

La scena della Visitazione mostra l'incontro della giovane Maria con l'anziana Elisabetta. La composizione della scena è molto complessa: al centro l'episodio chiave è incorniciato e rafforzato dalle linee convergenti di un muro in scorcio (che sfonda in profondità dando uno straordinario effetto di spazio) e di un dirupo sullo sfondo. Dietro Elisabetta stanno due fanciulle, mentre alle due estremità appaiono due gruppi di donne. Il gruppo di sinistra, tre figure aureolate, è forse la stessa fisionomia ritratta in tre diverse angolazioni. Il gruppo di destra è formato dai ritratti di nobildonne contemporanee al pittore: la prima, di profilo e magnificamente abbigliata, con un'elegante capigliatura e in una nobile postura eretta è Giovanna degli Albizzi, maritata a Lorenzo Tornabuoni (nel 1486, lo stesso matrimonio per cui Botticelli decorò ad affresco la loggia di Villa Lemmi): essa era la moglie del figlio del committente, Lorenzo, raffigurato nell'episodio di Gioacchino scacciato dal Tempio. Vasari la scambiò per Ginevra de' Benci, nobildonna oggetto di un ritratto di Leonardo da Vinci. Giovanna indossa lo stesso abito indossato nella scena della Nascita della Vergine, ma con un paio di maniche diverse, quelle estive che scoprono anche la mano. La seguono, in vesti più semplici, Dianora Tornabuoni, sposa di Pier Soderini, e una ragazza riccamente ingioiellata, con acconciatura elaborata. Poco più avanti, due ragazze dei volti generici, sono le accompagnatrici di Elisabetta.
Straordinario è lo sfondo, dove il Ghirlandaio fuse le due sue fonti di ispirazione: l'antichità e la pittura fiamminga. Sulla destra si trova infatti un edificio antico coperto da rilievi classici, mentre a sinistra è raffigurato uno straordinario paesaggio oltre la città, di gusto fiammingo. Notevole è l'idea della terrazza al centro, dove si vedono girati due giovani che si affacciano (anche questa una citazione dell'arte delle Fiandre, ripresa forse dalla Madonna del cancelliere Rolin dipinta nel 1436 da Jan van Eyck, oggi al Louvre, o dal San Luca dipinge la Madonna di Rogier van der Weyden, a Boston), e quella della discesa verso la porta della città, dove salgono due figure. Anche l'apertura tra il dirupo e l'edificio classico, coperta da un passaggio ligneo, è un notevole espediente per dilatare l'orizzonte spaziale della scena. La città rappresentata è una fantasia dell'artista: vi si riconoscono però la torre di Palazzo Vecchio e il campanile di Santa Maria Novella di Firenze, e il Colosseo di Roma. La porta cittadina assomiglia vagamente a Porta San Miniato a Firenze. Il muro di sfondo e l'edificio classico si saldano senza soluzione di continuità alla scena precedente di Zaccaria al Tempio.
Tutti gli elementi richiesti al Ghirlandaio nel contratto con Giovanni Tornabuoni sono qui presenti: il paesaggio, la città, animali, piante, uso della prospettiva, edifici classici e ritratti. L'atmosfera è rarefatta, intonata a un "incantato stupore", con le protagoniste assorte nel doppio miracolo del loro concepimento, tra le astanti che sembrano attonite, ma comunque non assenti. Nello sfondo si vedono due uccelli che volano uniti, un riferimento ai cicli naturali che si trova in numerose opere d'arte dell'epoca.

### Nascita del Battista
(Giorgio Vasari, Vita di Domenico Ghirlandaio pittore fiorentino, 1568.)

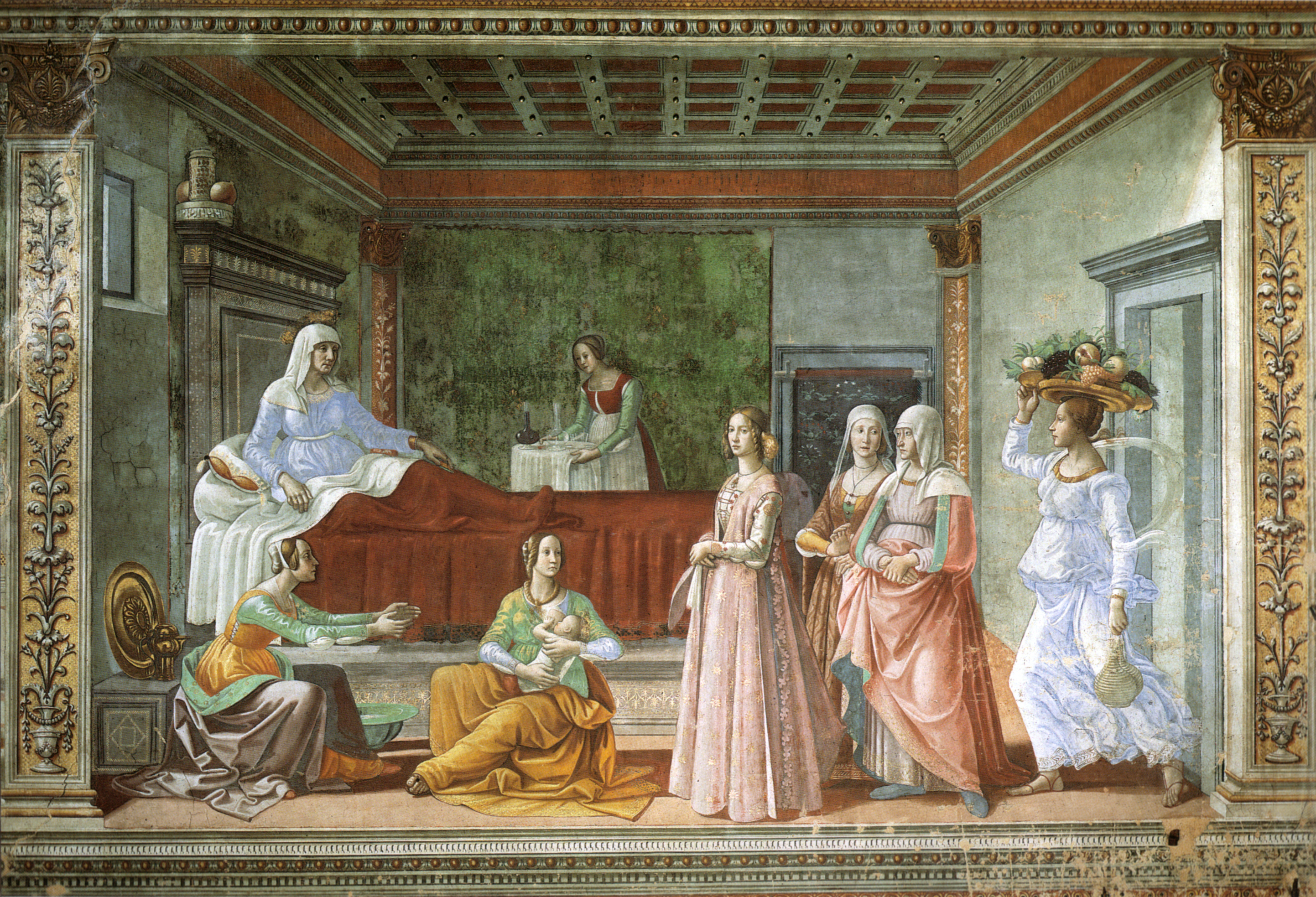
Nascita del Battista

Questa scena rimanda a quella sulla parete opposta, la Nascita della Vergine, della quale riprende la composizione con il grande letto, collocato simmetricamente. Si tratta del registro "sommesso" dell'artista, improntato a un tono domestico e raccolto. La stanza è meno sontuosa di quella dell'altra scena, ma pure rispecchia la ricchezza di ambienti interni probabilmente realmente esistiti nelle case dei ricchi mercanti fiorentini.
Anche qui è notevole l'uso della luce, che staglia fortemente i personaggi in primo piano, colpiti dai raggi diretti della finestra sulla sinistra, e che invece non interessa la serva sullo sfondo, nella penombra. Elisabetta è sdraiata sul letto rialzato, in una maestosa tranquillità, con un libro nella mano sinistra e con le gambe ben modellate dalla coperta che le copre. Colori brillanti sono accostati nella scena: rosso della coperta, verde degli intonaci, arancione, azzurro, rosa e verde cangiante per le vesti dei personaggi. Le due balie in primo piano sono al centro di linee di forza che attirano lo sguardo dell'osservatore: una allatta il bambino e l'altra allunga le mani desiderosa di fare un bagno al bambino nella vicina bacinella verde. Notevolissima è la resa del piede della balia, leggermente scoperto dal panneggio.
Tre donne in piedi recano visita a Elisabetta. La prima è magnificamente vestita e guarda verso l'osservatore: probabilmente si tratta di una familiare dei Tornabuoni; tiene un fazzoletto tra le mani in maniera elegante ed è abbigliata con gioielli e ricami in oro. Delle due donne che la seguono, la più anziana potrebbe rappresentare Lucrezia Tornabuoni, che all'epoca della realizzazione degli affreschi era già deceduta, ma la cui memoria era ancora viva nel committente, che era suo fratello.
Infine entra in scena una leggiadra ancella che reca un cesto di frutta sulla testa ed una brocca d'acqua, il cui movimento, un po' forzato, salta agli occhi tra tanta compostezza. Lo svolazzante abito di seta, mosso dal rapido entrare in scena, cita un dipinto di Filippo Lippi, secondo uno schema divenuto frequente nell'arte fiorentina dell'epoca: si ritrova ad esempio sia una delle Grazie botticelliane, sia nelle figure di alcune Salomè; a tal proposito esiste un disegno della Gemäldegalerie di Berlino, attribuito a un vicinissimo seguace di Ghirlandaio (il Mainardi o suo fratello Davide), nel quale la stessa figura è ripresa come Salomè, con la testa del Battista al posto del cesto di frutta.
Interessanti sono anche i dettagli più minuti, che danno un'area di quotidiana familiarità alla scena, come le due bottiglie di acqua e di vino che porge l'ancella, la "natura morta" della frutta sulla testa dell'ancella, la scatola con il vaso e i due melograni sulla spalliera del letto o le preziose stoviglie sbalzate, in primo piano sulla sinistra. In questa attenzione agli oggetti si rivela l'influenza della pittura fiamminga che in quegli anni arrivava a Firenze, influenzando gli artisti locali, tra i quali il Ghirlandaio stesso (che per esempio copiò nella pala di Santa Trinita il gruppo del pastori del Trittico Portinari).

### Imposizione del nome

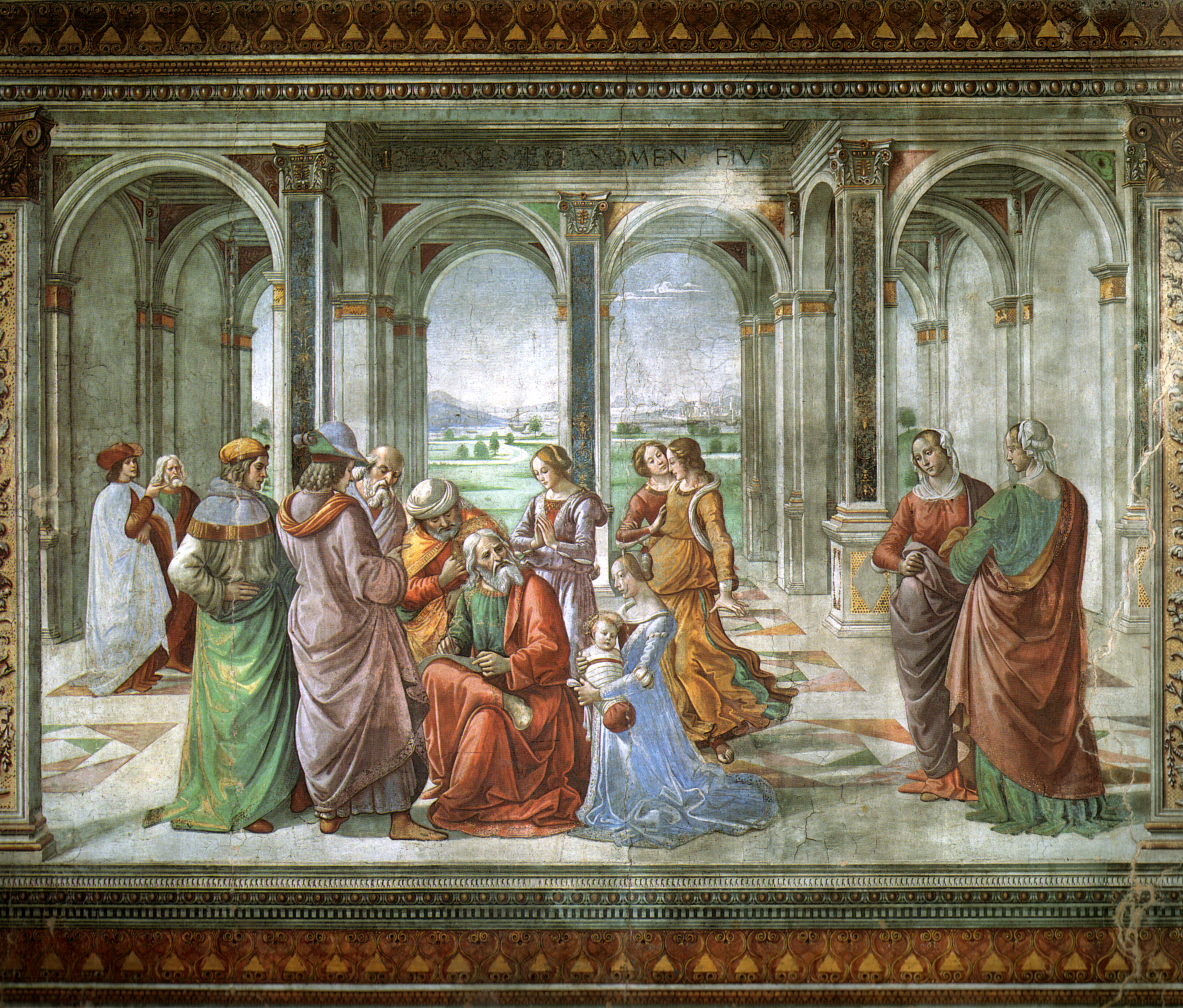
L'Imposizione del nome

La scena dell'Imposizione del nome al Battista torna a un registro più solenne. Mostra Zaccaria che, essendo muto, scrive il nome da dare al figlio su un pezzo di carta. La scena è ambientata in un ampio porticato con due avancorpi laterali, previsto dal contratto, che si apre su un paesaggio, creato secondo le leggi della prospettiva aerea (con gli elementi più lontani in dissolvenza).
Le figure non interagiscono con lo sfondo e sono marcatamente asimmetriche per contrastare con il portico ben centrato. La scena principale è al centro, con Zaccaria seduto con una gamba accavallata per creare un appoggio per la pergamena, mentre guarda il figlio in fasce tra le braccia di Elisabetta. Altre figure si trovano sulla sinistra, rompendo la simmetria, ma bilanciate comunque da un gruppo di due donne sulla destra. Con questo stratagemma il centro esatto della composizione è il bambino, che è sull'asse del pilastro centrale dello sfondo.
Gli anziani dietro Zaccaria si stanno chinando per leggere il nome, mentre un giovane in abiti moderni è ritratto di spalle. Delle due donne sulla destra esiste uno studio preparatorio al Gabinetto dei Disegni e delle Stampe degli Uffizi: esse non hanno nessun ruolo nella scena, se non quello di bilanciare la composizione e di indirizzare con il loro sguardo l'attenzione verso il gruppo centrale dell'episodio; Ghirlandaio vi ritrasse la stessa donna, di fronte e di spalle.

### Predicazione del Battista

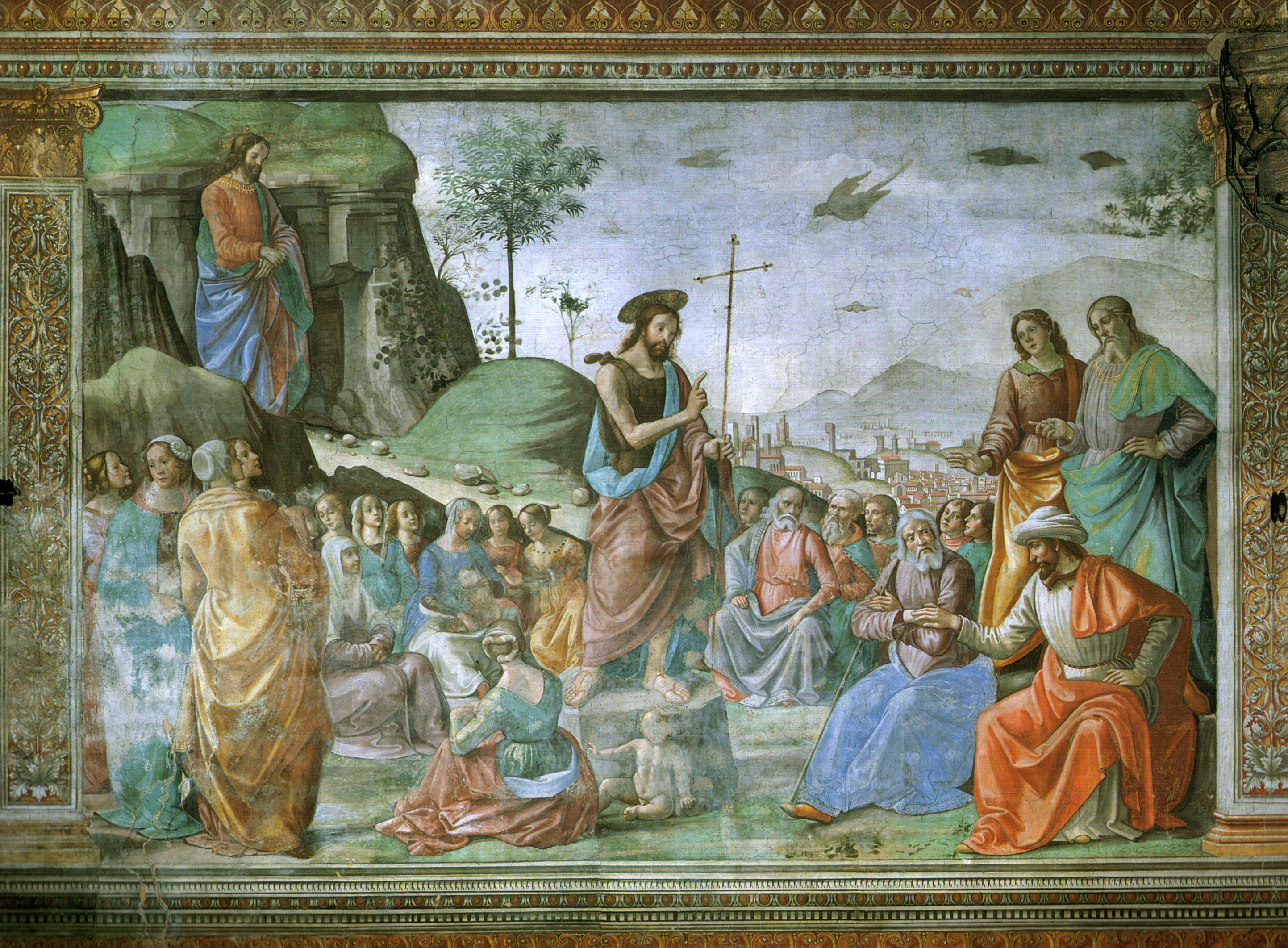
La Predicazione del Battista

Nella scena della Predicazione del Battista venne ritratto San Giovanni al centro della scena, su una roccia, che istruisce una gran folla assiepata a cerchio attorno a lui. È vestito dalle tipiche pelli ed indica la croce con la mano destra. Dal sentiero in alto sulla sinistra appare Gesù in ascolto.
Tipico della bottega del Ghirlandaio è il gruppo delle donne sulla sinistra, tra le quali spicca la figura di spalle. Al centro si distingue anche la donna seduta, sempre di spalle, e il bambino che sta ai piedi del Battista.
Le altre figure sono invece rese piuttosto sommariamente e denunciano l'intervento della bottega, molto marcato nelle scene nei registri superiori. In generale comunque tutti i personaggi sono tipi umani comuni, senza espressione. L'ambientazione paesistica prosegue anche nella scena successiva.

### Battesimo di Cristo

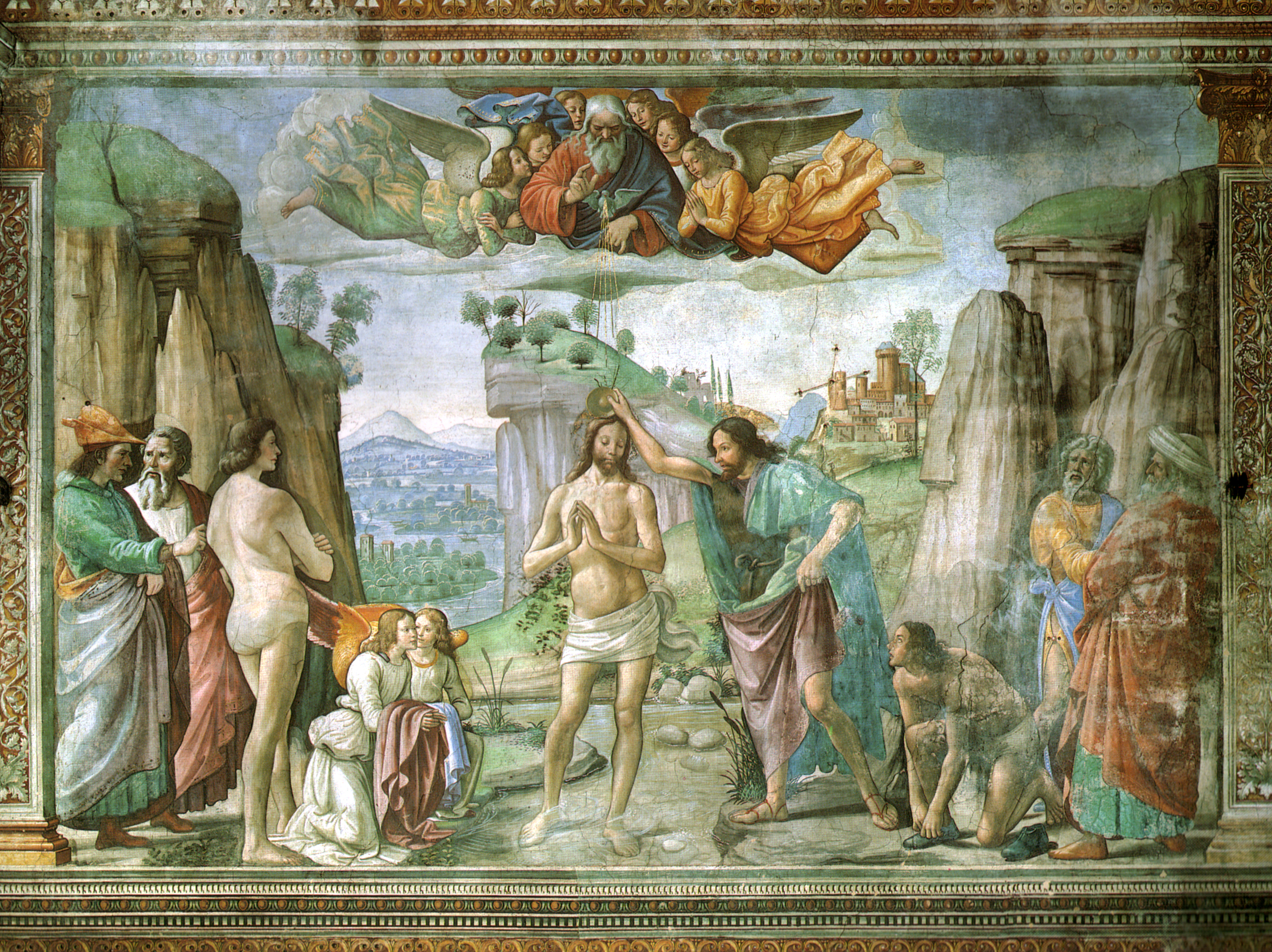
Il Battesimo di Cristo

La scena del Battesimo di Cristo è impostata secondo canoni tradizionali. Riprende per esempio, sebbene con minore intensità, la figura dell'ignudo che aspetta sulla sinistra dalla Cappella Brancacci di Masaccio, oppure la figura del Cristo dalla tavola dipinta agli Uffizi di Verrocchio e Leonardo da Vinci. Gli ignudi sono stati attribuiti anche al giovane Michelangelo, di uno dei quali (quello con le gambe incrociate) esiste un disegno nelle collezioni di Casa Buonarroti.
Notevole è la figura del giovane inginocchiato a destra, che si sta togliendo le scarpe e guarda curioso la scena, mentre è più tradizionale la figura del Dio Padre benedicente tra angeli, in alto, di sapore quasi tardo gotico.
Molto aggraziato è il paesaggio sullo sfondo, diviso in due parti da uno sperone al centro che incornicia la figura del Cristo.
Le due coppie di figure ai lati sono dipinte piuttosto sommariamente, molto probabilmente disegnate dal Ghirlandaio stesso e realizzate dalla bottega.

### Banchetto di Erode

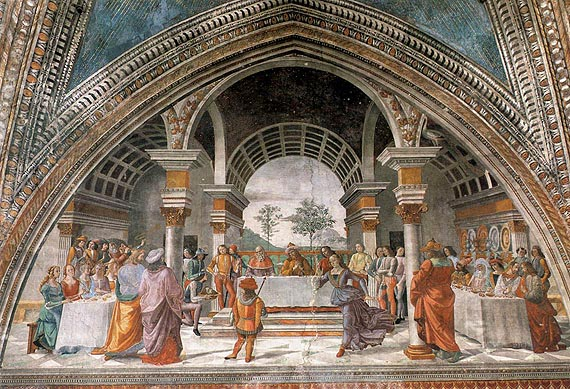
Il Banchetto di Erode

La scena del Banchetto di Erode, nel lunettone, chiude il ciclo delle storie del Battista. L'ambientazione è una delle più complesse ed efficaci dell'intero ciclo: una stanza realistica dalle forme maestosamente classiche non fa da semplice quinta, ma crea uno spazio reale nel quale si dispongono le varie figure. L'arco dipinto, sostenuto da due colonne, si fonde con l'architettura reale della cappella, come se si trattasse di una stanza sfondata spazialmente. L'architettura, vera protagonista della scena, con le volte a botte con lacunari, ricorda la Basilica di Massenzio a Roma. Due tavoli ai lati sottolineano la composizione prospettica: in quello di sinistra stanno le donne, in quello di destra gli uomini; magnifiche stoviglie in metalli preziosi sono sfoggiate su un ripiano, mentre sul lato opposto sono sistemati i musici.
Al centro sta il tavolo di Erode, dietro al quale si trova una balaustra e un'apertura verso il paesaggio esterno, che sfonda la composizione in profondità. In primo piano Salomè danza sinuosamente (ma la sua figura è più rigida di quella che fece probabilmente da modello, negli affreschi di Filippo Lippi nel Duomo di Prato del 1452-1466), mentre altri personaggi (un uomo a destra, un nano al centro, due uomini a sinistra) di spalle guardano a sinistra, dove un servo sta porgendo la testa del Battista a Erode entro una bacinella. Un uomo lì vicino ha un sussulto di sorpresa o di ribrezzo ed alza una mano. Il senso di partecipazione dei personaggi è comunque scarso e non si raggiunge la drammaticità della scena del Lippi, né tantomeno delle prove di Donatello su questo soggetto. Anche in questa scena, come le altre nei registri superiori, è infatti molto frequente la mano di figure della bottega.
Nelle vesti dei personaggi compaiono numerose applicazioni che imitano le gemme e i metalli preziosi.

## Parete di fondo

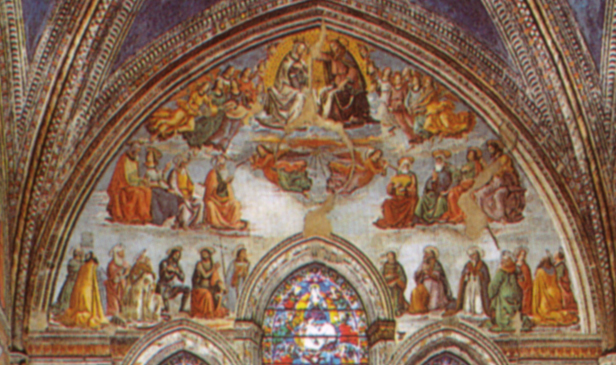
Incoronazione della Vergine

Sul muro posteriore sono raffigurate le scene di:
- 9 verde, Incoronazione della Vergine e santi (lunetta)
- 1 violetto, San Domenico fa la prova dei libri nel fuoco,
- 2 violetto, Uccisione di san Pietro martire
- 5 verde, Annunciazione:

Ambientata in una realistica stanza dove si apre una finestra che lascia scorgere un mite paesaggio, ha i gesti dell'angelo e della Vergine che ricordano l'Annunciazione di Leonardo da Vinci.
- 5 rosso, San Giovanni nel deserto:

Quando era ancora giovinetto il Battista si recò in penitenza nel deserto. Qui è ritratto in un paesaggio rigoglioso, reso un po' aspro solo dalle pietre sul sentiero e dal dirupo, oltre il quale si vede una città portuale situata a ridosso di un ripido sperone roccioso. Il Battista è ritratto in un movimento scattante che ne agita le vesti, con il volto rivolto verso le scene dove compaiono i suoi genitori, quasi volesse salutarli. Alcuni hanno voluto vedere in questa figura un ritratto di Michelangelo adolescente, all'epoca apprendista nella bottega del Ghirlandaio, ma l'ipotesi appare piuttosto forzata e priva di conferme.
- 3 e 4 violetto, Oranti (Giovanni Tornabuoni e Francesca Pitti)

Mentre il Tornabuoni è ritratto con notevole realismo, i lineamenti di sua moglie sono molto più rozzi, con pennellate dense e poco sfumate. Il suo pallore emaciato può essere dovuto al fatto che essa era già morta da qualche anno.
La pala d'altare, collocata dopo la morte di Ghirlandaio ed oggi smembrata, si trovava anticamente più a ridosso della parete di fondo, come se fosse tra i committenti.

## Volta
Nella volta a crociera sono raffigurati i quattro Evangelisti seduti, libro alla mano mentre scrivono o mostrano la loro opera (tranne San Marco che affila il pennino con un coltello), affiancati dai loro simboli con i quali talvolta interagiscono:
- 1 giallo, San Giovanni Evangelista
- 2 giallo, San Matteo
- 3 giallo, San Luca
- 4 giallo, San Marco

Come nella Cappella Sassetti, sebbene si tratti di figure lontane dall'osservatore, furono molto curate e sono in larga parte di mano del maestro stesso. I volti e panneggi sono infatti dipinti con cura, e notevole realismo si riscontra per esempio anche nel bue di San Luca.

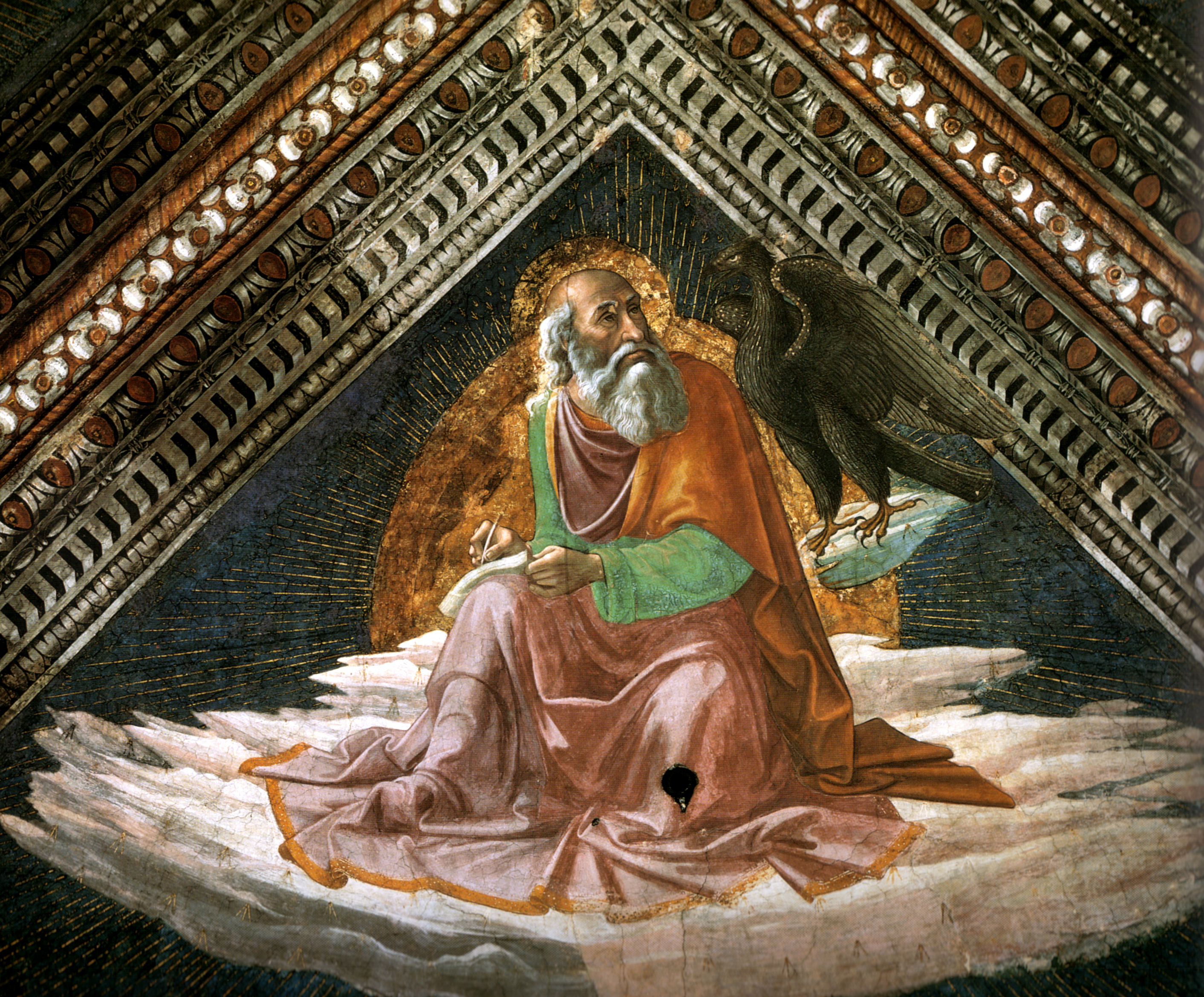
San Giovanni
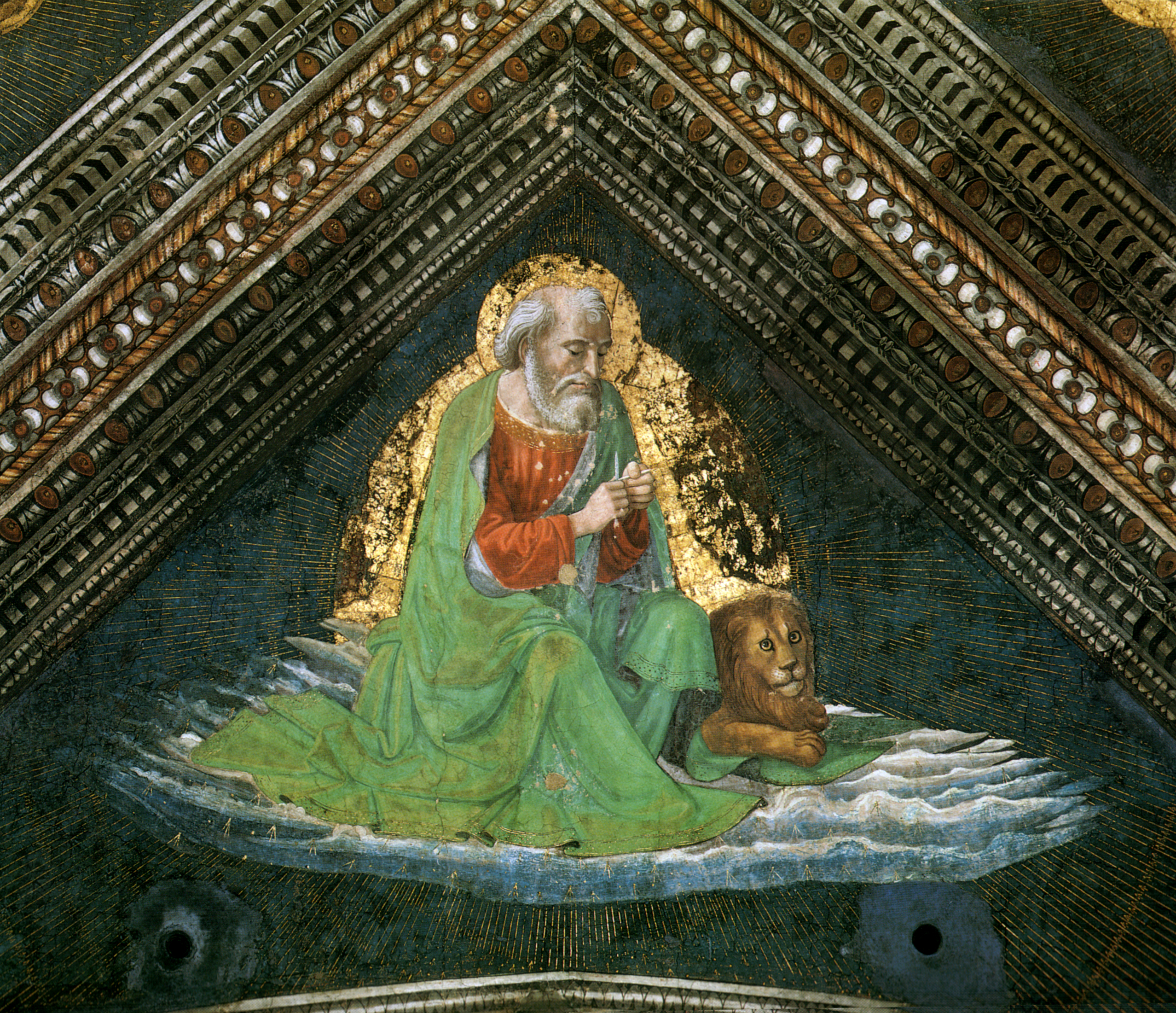
San Marco
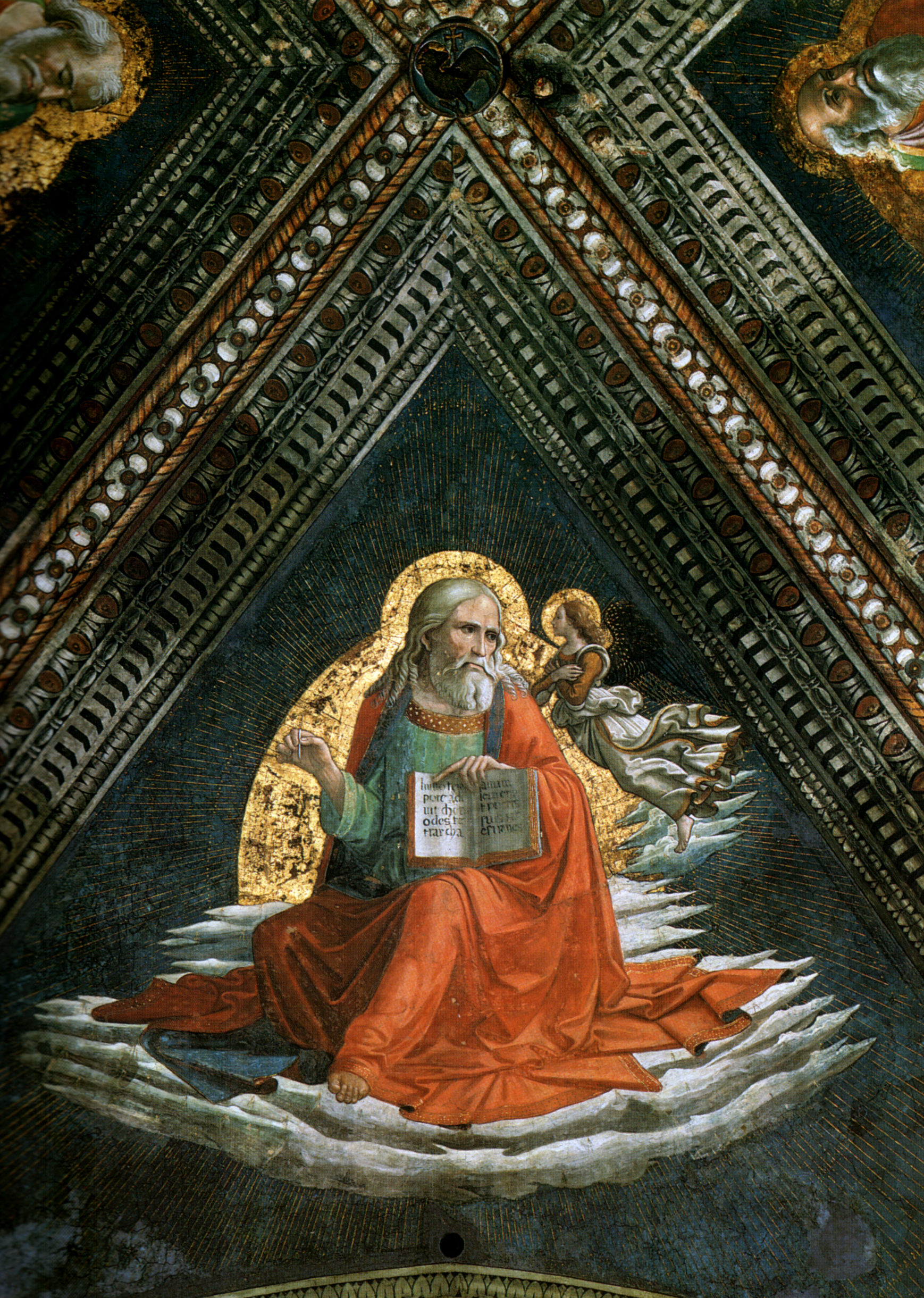
San Matteo
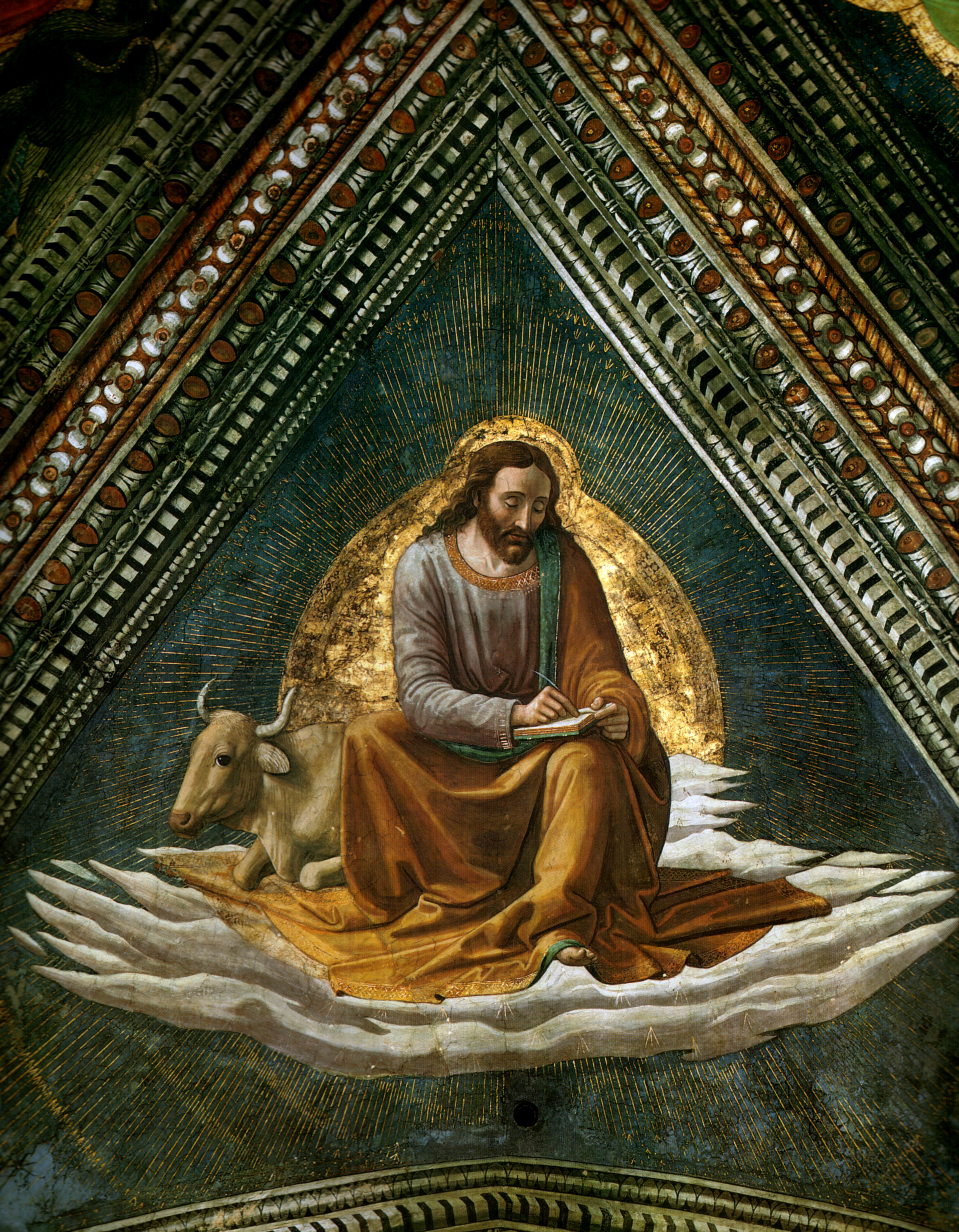
San Luca

## Stile degli affreschi
La popolarità del Ghirlandaio stava nella sua maestria nell'ambientare le scene sacre nella vita sociale dell'epoca e nella sua ineguagliabile abilità nel ritrarre i membri della migliore società fiorentina, della quale i Tornabuoni, stretti alleati dei Medici, erano allora una delle famiglie più importanti. Il racconto evangelico appare così trasposto in ambiente vicino e familiare per fruitori degli affreschi, in cui il committente e la sua cerchia sono glorificati nelle proprie virtù morali e religiose, con una certa ostentazione che è testimonianza di fede e di moralità ufficiale. Il "popolo grasso" presente tra i santi rassicura così il "popolo minuto" sul fatto che chi li governa è pio e virtuoso, sottolineando come il potere della classe dominante non sia frutto del solo potere economico, ma anche della grazia divina.
Tutto sommato il risultato finale fu discontinuo: le scene più basse, curate direttamente dal maestro più vicine allo spettatore, hanno ritratti meravigliosi, composizioni equilibrate e magnifici dettagli; le scene superiori invece sono più statiche, mostrano movimenti impacciati, una composizione sommaria e disparità nella resa delle figure, che fanno pensare a un massiccio intervento della bottega; questa discontinuità influì negativamente, in un certo senso, presso la critica circa il valore da dare all'opera del Ghirlandaio, che alcuni non esitarono a ridimensionare come un importante "ritrattista" e niente più (presupponendo una gerarchia implicita tra i vari soggetti della pittura), mentre solo nella seconda metà del Novecento è stato rivalutato. La minore cura dei dettagli nelle scene superiori è comunque bilanciata da maggiori aperture paesistiche e un registro più sciolto e veloce, con alcune figure appena tracciate che riprendono lo stile della pittura compendiaria romana.

## La presenza di Michelangelo

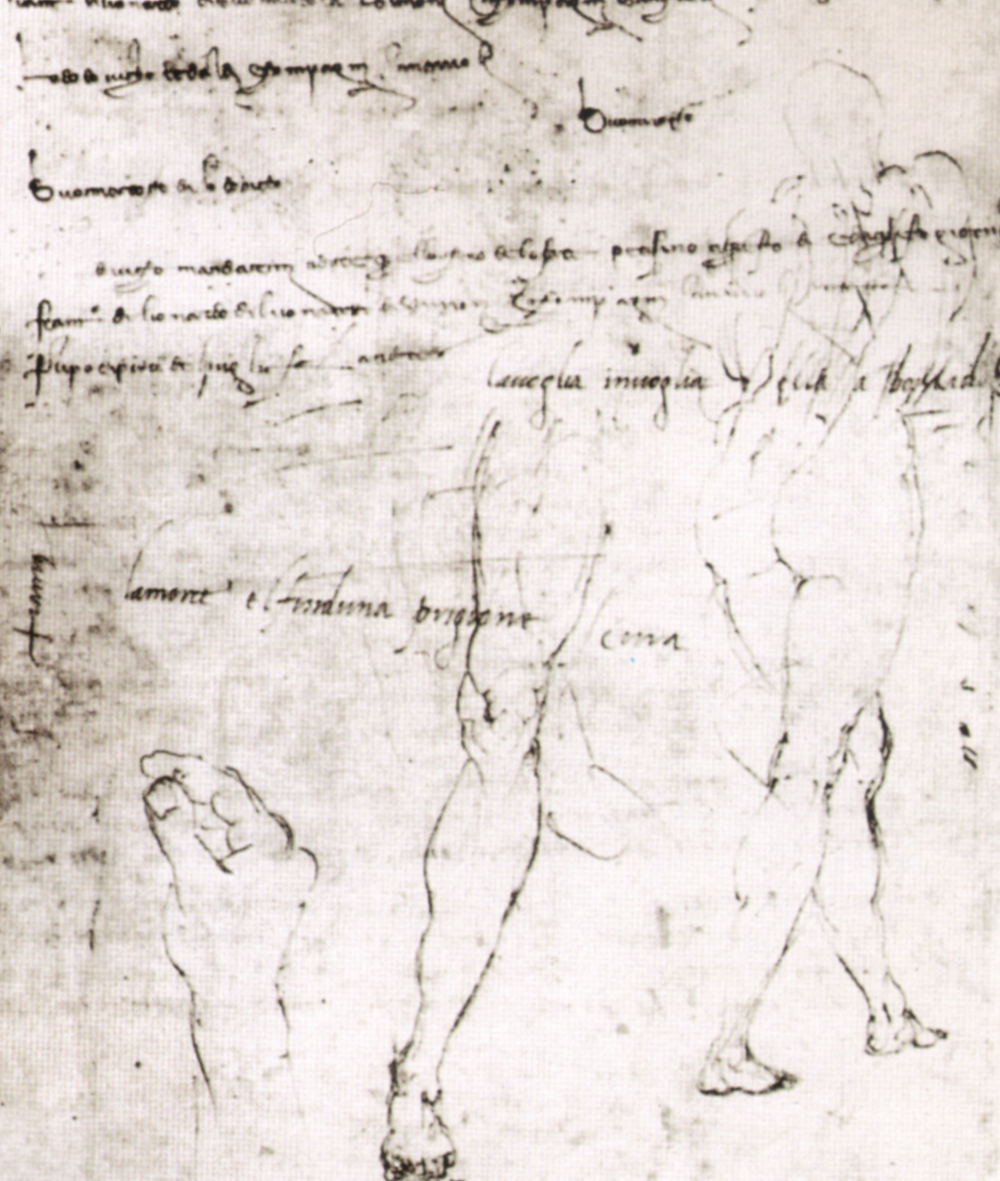
Michelangelo, disegno giovanile, Casa Buonarroti

Argomento tuttora aperto, nonostante gli studi ripetuti in merito, è l'individuazione di eventuali apporti del giovane Michelangelo Buonarroti, all'epoca apprendista adolescente nella bottega di Ghirlandaio, dove restò forse per tre anni o poco meno. Se da un lato la giovane età del fanciullo (che al termine degli affreschi aveva quindici anni) lo relegherebbe a mestieri da garzone (preparazione dei colori, riempimento di partiture semplici e decorative), dall'altro è noto che egli era il migliore dei giovani allievi e non è da escludere che gli fossero affidati alcuni compiti più di rilievo. Vasari, precisissimo sulla biografia del grande Michelangelo, riportò come Domenico avesse sorpreso il fanciullo a "ritrarre di naturale il ponte con alcuni deschi, con tutte le masserizie dell'arte, et alcuni di que' giovani che lavoravano", tanto che fece esclamare al maestro "Costui ne sa più di me".
Fineschi attribuisce al giovane pittore le figure affacciate di spalle nella Visitazione, mentre altri si sono spinti oltre assegnandogli alcuni ignudi, come l'uomo pensoso col barroccio nella Presentazione al Tempio (da alcuni accostato al ritratto di Lorenzo nella Sagrestia Nuova), o il gruppo di battezzandi nel Battesimo di Cristo, che richiamerebbero alcuni gesti tipici dei garzoni di bottega, come l'accovacciarsi per macinare i colori. Il giovane di spalle, con le gambe leggermente incrociate riappare dopotutto in un disegno del Corpus michelangiolesco di Casa Buonarroti, sul foglio 3 del Volume II,3, sicuramente opera giovanile e autografa.
Altri infine gli hanno attribuito il paffuto San Giovannino nel deserto della parete centrale, dagli accenti scultorei così diversi dalla serenità solenne dell'arte di Ghirlandaio.

## Il coro
Il magnifico coro ligneo venne intagliato e intarsiato da Baccio d'Agnolo nello stesso periodo in cui venivano eseguiti gli affreschi (1485-1490), con un ricco ornamento "all'antica" del postergali, tra i quali quello con San Giovanni nel deserto e quello con San Lorenzo sono attribuiti a Filippino Lippi, impegnato all'epoca nella vicina Cappella di Filippo Strozzi.
Il Vasari però fece rimaneggiare completamente il coro nel 1566, quando furono rifatti i braccioli, i sedili e le mensole degli stalli del primo ordine. Il grande leggio ligneo, usato per appoggiare i codici miniati con i canti liturgici, risale al Cinquecento e reca lo stemma dei Minerbetti.

## Altri arredi
L'altare centrale è un'opera neogotica del XIX secolo. Il Crocifisso centrale è invece del Giambologna. Il candelabro per il cero pasquale di destra, con colonnina tortile, è attribuito a Piero di Giovanni Tedesco (fine del XIV secolo), mentre il suo gemello di sinistra è una riproduzione moderna.